# Historia del catolicismo político en Argentina
El catolicismo político en Argentina se encuentra presente desde tiempos del Imperio español en América, y se trazan a lo largo de su historia.

## Desde los orígenes de la Argentina

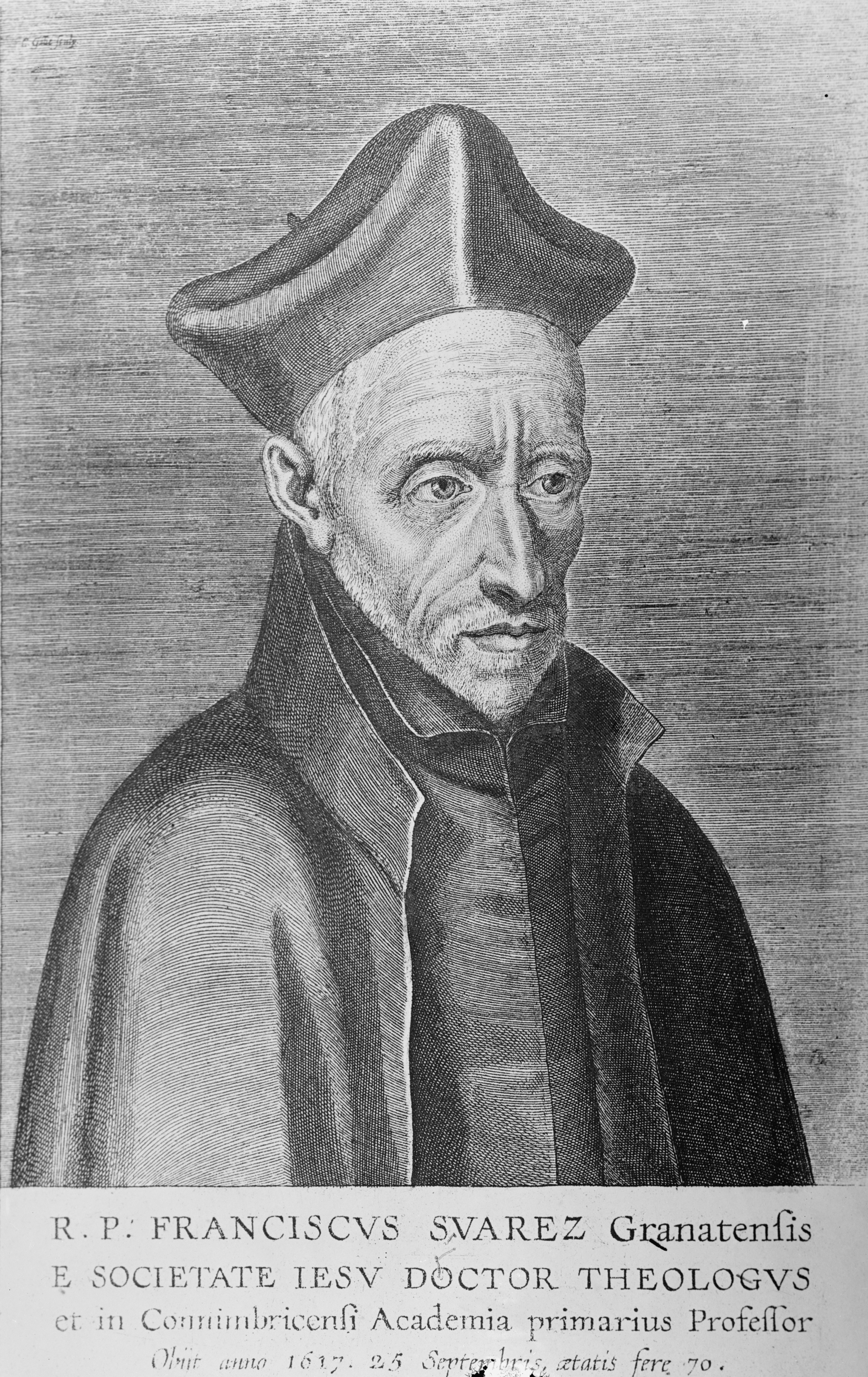
El sacerdote jesuita Francisco Suárez (1548-1617), de la Escuela de Salamanca.

Gracias a la célebre bula del Papa Pablo III Sublimis Deus de 1537 que declara a los indígenas hombres con todos los efectos y capacidades de cristianos, hubo un gran contraste entre la colonización española, la anglosajona y francesa en América.[cita requerida] En el Imperio español, iniciado en estas latitudes con la Gobernación del Río de la Plata y del Paraguay, la unidad social se concebía a través de la unidad de la Fe de la Iglesia católica.[cita requerida]
Pero desde su emancipación la Nación Argentina estuvo influida por dos corrientes de pensamiento distintas:
1) La racionalista, laicista e iluminista de Voltaire que sustentó la filosofía política de la Revolución Francesa y que influyó por ejemplo en el Dean Funes en Córdoba.
2) Otra anterior, de inspiración cristiana, influida, por un lado, por la doctrina del sacerdote jesuita Francisco Suárez, de la Escuela de Salamanca, que pregonó que la autoridad es dada por Dios pero no al rey sino al pueblo que fue aprendida en la Universidad Mayor Real y Pontificia San Francisco Xavier de Chuquisaca por los principales patriotas que impulsaron la Revolución de Mayo; y por otro, por el ejemplo de la Revolución Americana que, aunque tuvo otros orígenes, su lema nacional es In God we trust (en inglés: «En Dios confiamos»).
En los primeros tiempos de la Argentina, Cornelio Saavedra y luego fray Cayetano Rodríguez, fray Francisco de Paula Castañeda, el Pbro. Pedro Ignacio de Castro Barros, el Gral. Manuel Belgrano, Esteban Agustín Gascón, Gregorio García de Tagle, entre otros, fueron grandes defensores del pensamiento católico y de la Iglesia contra el anticatolicismo de los grupos liderados primero por Mariano Moreno y Juan José Castelli, y después por el gobernante Bernardino Rivadavia que en 1822 impulsó la reforma eclesiástica entre otras medidas suprimió el diezmo y el fuero eclesiástico, cerró varios conventos que tenían escasos miembros y confiscó los bienes que pertenecían a las órdenes religiosas disueltas, incluyendo los del Santuario de Luján, de los de la Hermandad de Caridad, del Hospital de Santa Catalina y otros.
Rivadavia era católico pero había adoptado las ideas regalistas de Europa y quiso aplicarlas en el país. Esta doctrina sostenía que no existía un Iglesia Universal regida por el Papa sino que existían comunidades nacionales de fieles a los cuales el gobierno podía dirigir. Rivadavia contó con el apoyo de algunos sacerdotes como Valentín Gómez, Gregorio Funes, Julián Segundo de Agüero y otros.[cita requerida]
El 1 de julio de 1822, Rivadavia publicó una serie de decretos reformistas, que fueron completados seis meses más tarde por la ley de la Cámara de Representantes que dictó, el 21 de diciembre, la "Ley de Reforma General".
Estas resoluciones afectaban principalmente a las órdenes religiosas, cuyos miembros eran considerados más adictos a la Santa Sede que los sacerdotes del clero secular.
Algunas medidas fueron:
- El Gobierno decretó el cierre de varios conventos, como los de los Bethlemitas, Recoletos y Mercedarios; al mismo tiempo se apoderó de todos los bienes que pertenecían a estas órdenes religiosas.
- El Gobierno incautó los bienes propios del santuario de Luján, de los de la Hermandad de Caridad, del Hospital de Santa Catalina y otros.
- El gobierno tomó sobre sí la responsabilidad de dar permisos para abandonar el estado religioso a quienes así lo deseaban.
- Se declararon suprimidos los diezmos, impuesto tradicional que servía para el sostenimiento del clero.
- No podría haber convento con más de 30 religiosos ni con menos de 16, bajo la pena de supresión y confiscación de bienes.
- Ningún religioso podría pronunciar sus votos de consagración perpetua antes de lo 25 años de edad.
- No se reconocería la existencia de ninguna autoridad religiosa que residiera fuera del país y pretendiera tener poder sobre el clero secular y regular[9]

Los despojos arbitrarios y unilaterales de la administración rivadaviana junto con el rol de la Iglesia católica en la génesis de la nacionalidad argentina son causa de la reparación histórica que fundamenta el actual sostenimiento del culto católico en la Argentina, reglamentado por la Ley 21.540 sobre la "Asignación a determinados dignatarios pertenecientes al Culto Católico Apostólico Romano".
La reforma desató una verdadera guerra periodística. Por un lado Juan Cruz Varela y Florencio Varela defendían la posición del Gobierno en "El Centinela" y "El Lobera del Año XX". Por el otro fray Cayetano Rodríguez y fray Francisco de Paula Castañeda atacaban vigorosamente a Rivadavia. El Gobierno decidió exiliar a Castañeda a Carmen de Patagones, pero el fraile escapó a Montevideo. El presbítero Mariano Medrano —vicario provisorio de la Santa Sede al haber quedado vacante el puesto de obispo de Buenos Aires desde 1812— se opuso enérgicamente a las reformas rivadavianas.
Entre los opositores más prominentes a las políticas de Rivadavia se encontraba el fraile Francisco de Paula Castañeda periodista y escritor satírico que le dedicó a Rivadavia las siguientes líneas:

"No hay provenir maravilloso

ni otro contenido más delicado

que librarse del Sapo del Diluvio

El Sapo es Rivadavia o Rivaduvio

o el Robespierre el renegado"

Francisco de Paula Castañeda

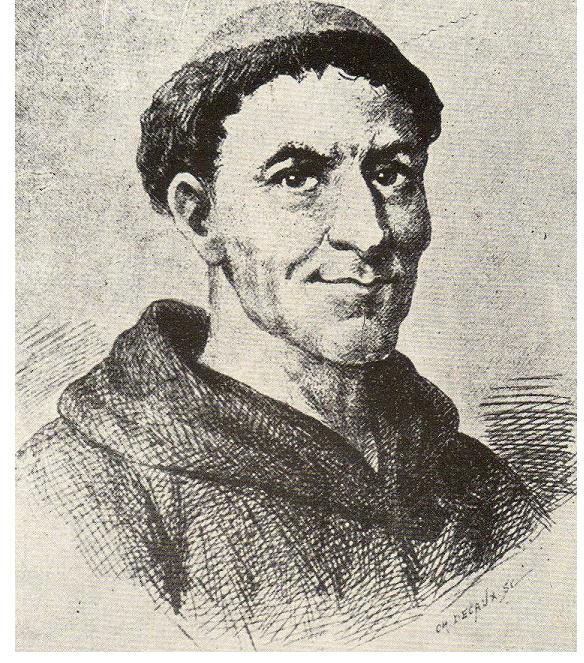
Francisco de Paula Castañeda (1776–1832).

El 19 de marzo de 1823 estalló la "Revolución de los Apostólicos" en oposición a la reforma encabezada por Gregorio García de Tagle, una reacción bien organizada contra las reformas del ministro Bernardino Rivadavia. Tuvo apoyo de muchos descontentos, además de frailes y curas, pero fracasó después de varias horas de lucha. Las fuerzas gubernamentales dispersaron rápidamente a la manifestación, y la mayoría de los líderes fueron capturados, ejecutados o castigados con dureza. 
Tagle logró escapar a Montevideo que estaba en poder del Reino Unido de Portugal, Brasil y Algarve, con ayuda de Dorrego (el mismo a quien había desterrado injustamente en 1816 a España). El coronel José María Urien y el capitán José Benito Peralta fueron ejecutados, pero el juicio fue suspendido y sus documentos destruidos por orden de Rivadavia.
Tagle fue arrestado en Montevideo, que era entonces la capital de la Provincia Cisplatina, gobernada entonces por el vizconde de la Laguna Carlos Federico Lecor, que tardaría meses en liberarlo.

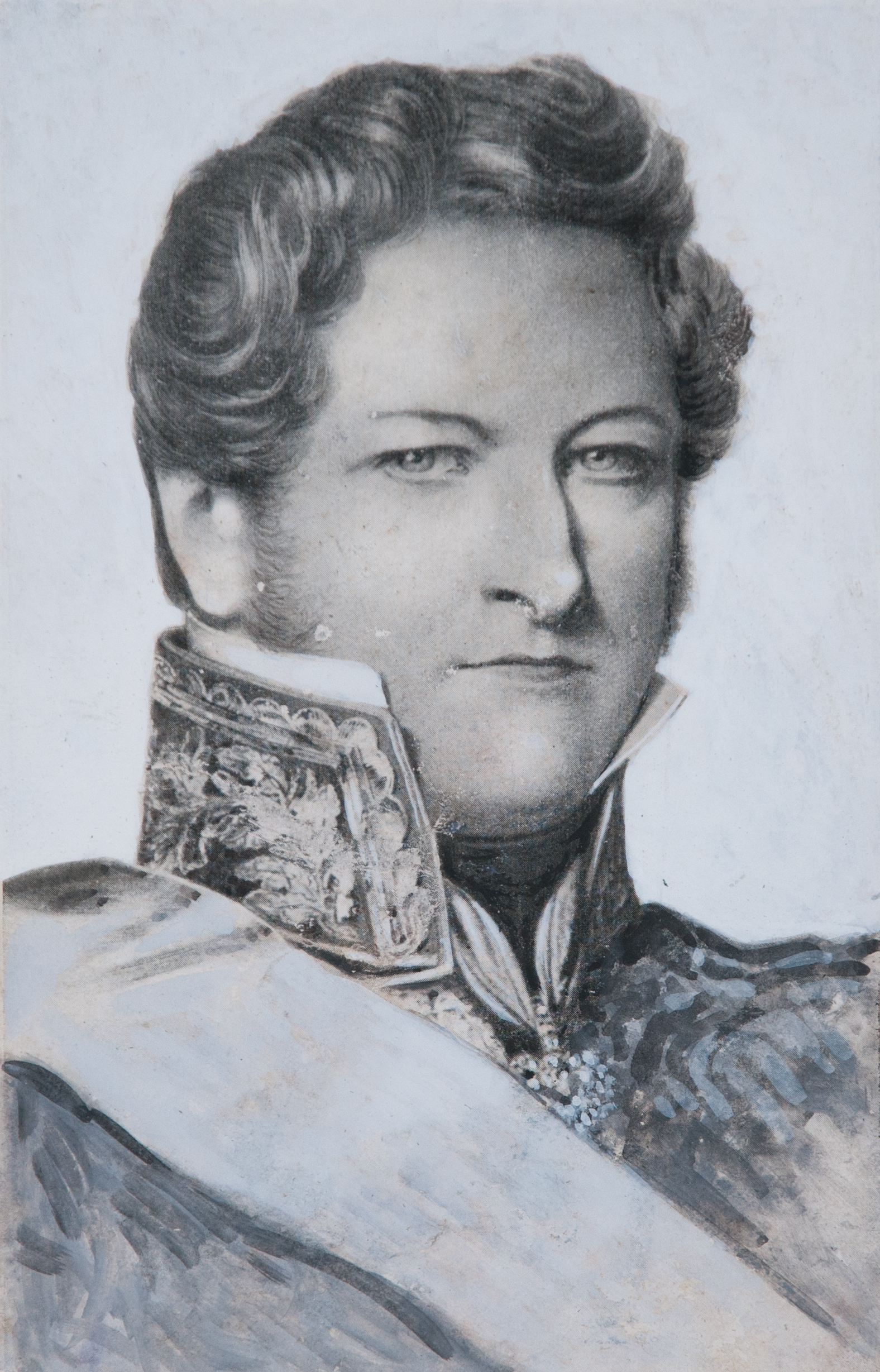
Juan Manuel de Rosas (1793–1877).

Desde 1829 a 1851 la Iglesia contó con la actitud favorable de Juan Manuel de Rosas salvo hacia los Jesuitas que fueron nuevamente expulsados del territorio argentino, como en 1767. Recién en 1854 regresarían para permanecer definitivamente en la Argentina.
Continuando con la tradición del antiguo régimen, Rosas consideraba a la Iglesia como parte del aparato del estado y defendía la Fe Cristiana como condición esencial para el bienestar y orden del pueblo argentino. Rosas fue cuestionado por su identificación con el gobierno, el estado, el país y la Nación, y su búsqueda de la defensa de la Iglesia. Durante su gobierno, el color rojo punzó en todos los aspectos de la vida, y los altares fueron vestidos permanentemente con ese color; los curas párrocos llamaban a la feligresía a defender la "Santa Causa de la Federación", y el retrato de Rosas solía estar expuesto junto a las imágenes de los santos.

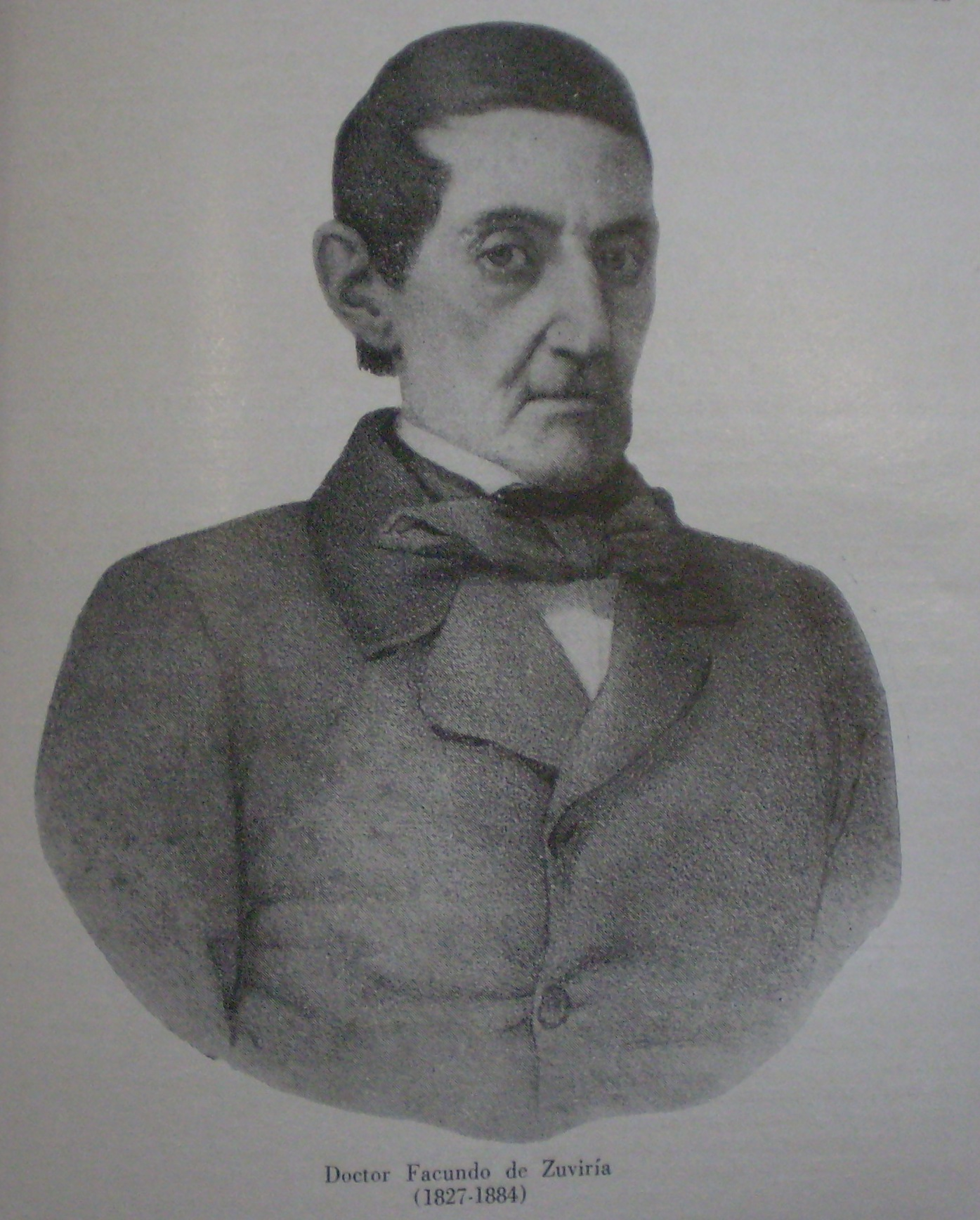
Facundo Zuviría (1793-1861).

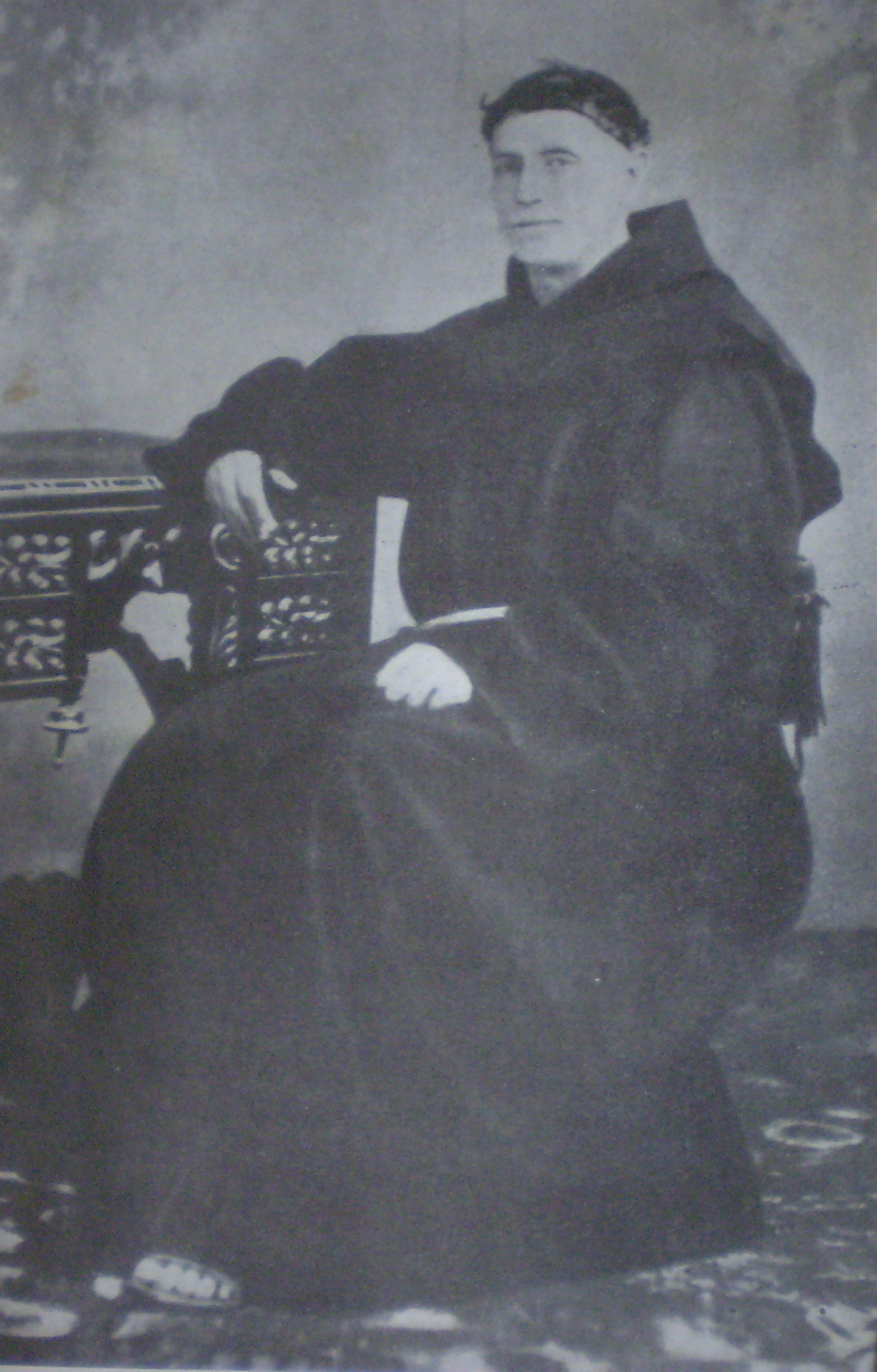
Mamerto Esquiú (1826-1883).

En el año 1853 se aprueba una nueva constitución y en ella se ratificó la libertad de culto y la eliminación del fuero eclesiástico, el congreso es quien determina el ingreso de nuevas órdenes religiosas, para ser presidente o vicepresidente de la nación es requisito ser católico y los eclesiásticos no pueden ser miembros del Congreso. El presidente del Congreso Constituyente de 1853, Facundo Zuviría (1793-1861), se autocalificaba “demócrata y cristiano” y señalaba que “sin principios religiosos, no hay libertad, ni justicia, ni sociedad estable”.
Durante las sesiones en que se que se discutió el contenido de la constitución, se destacó la figura de fray Mamerto Esquiú. Sorprendentemente, este pronunció su discurso más conocido, favorable a la jura de la Constitución, conocido como Sermón de la Constitución: recordó la historia de desuniones y de guerras civiles argentinas, y se felicitó por la sanción de una Constitución que traería nuevamente la paz interna. Pero para que esa paz durara, era necesario que el texto de la Constitución quedara fijo e inmutable por un largo tiempo, que no fuera discutida por cada ciudadano, que no se le hiciera oposición por causas menores, y que el pueblo argentino se sometiera al poder de la ley: 

"Obedeced, señores, sin sumisión no hay ley; sin ley no hay patria, no hay verdadera libertad, existen sólo pasiones, desorden, anarquía, disolución, guerra..."
 Mamerto Esquiú

No pudo terminar la frase, porque el auditorio lo apabulló con un cerrado aplauso. La primera resistencia a la Constitución en el interior había sido vencida, y Catamarca juró la Constitución hasta el último de sus funcionarios y personajes notables.
Su sermón alcanzó trascendencia nacional y fue copiado en la prensa de todas las provincias; la resistencia que se le podía haber hecho a la Constitución en otras provincias quedó vencida por la elocuencia de un fraile desconocido de una provincia pequeña. El texto del sermón patriótico fue impreso y difundido por el país por decreto del presidente Justo José de Urquiza. Hasta en Buenos Aires, que había rechazado el Acuerdo de San Nicolás y la Constitución, su sermón tuvo un eco inesperado, aunque de todos modos se sancionó una constitución provincial que de hecho separaba al Estado de Buenos Aires del resto del país.

## La Iglesia y la cuestión social en la Argentina
Durante el pontificado de Pío IX (1846-1878) se inicia en la Iglesia el denominado catolicismo social para defender los derechos de los trabajadores tras la revolución industrial. 

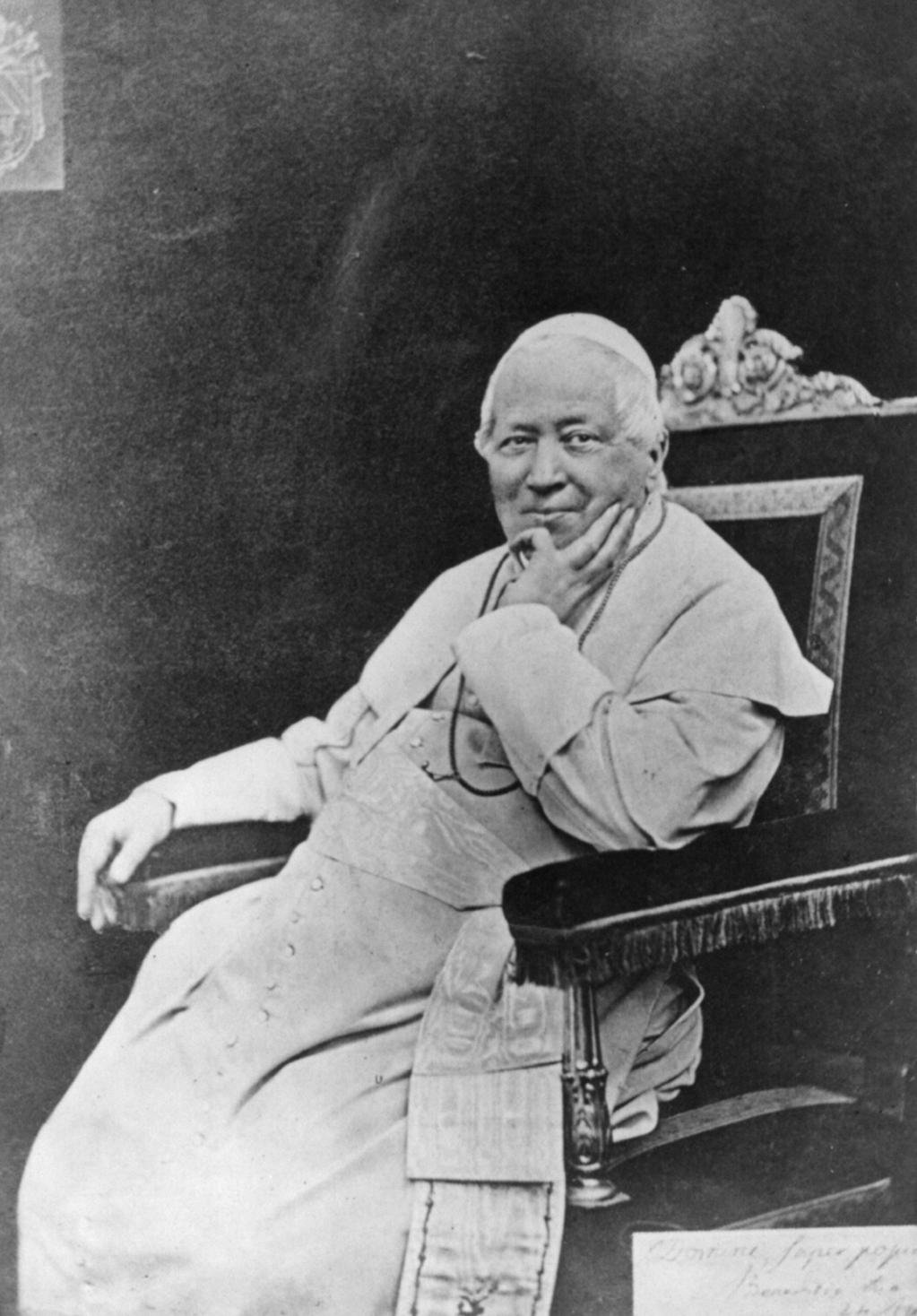
Pio IX, iniciador en la Iglesia el denominado catolicismo social para defender los derechos de los trabajadores tras la revolución industrial, en 1863.

En 1864 el Papa Pío IX en la encíclica Quanta Cura condenó el socialismo y el liberalismo, por lo que hizo un primer esbozo de las enseñanzas que León XIII desarrollará: denunciaba conjuntamente, por una parte, la pretensión del socialismo del siglo XIX de sustituir la Providencia Divina por el Estado y, por otra, el carácter materialista del liberalismo económico que excluye el aspecto moral de las relaciones entre capital y trabajo.

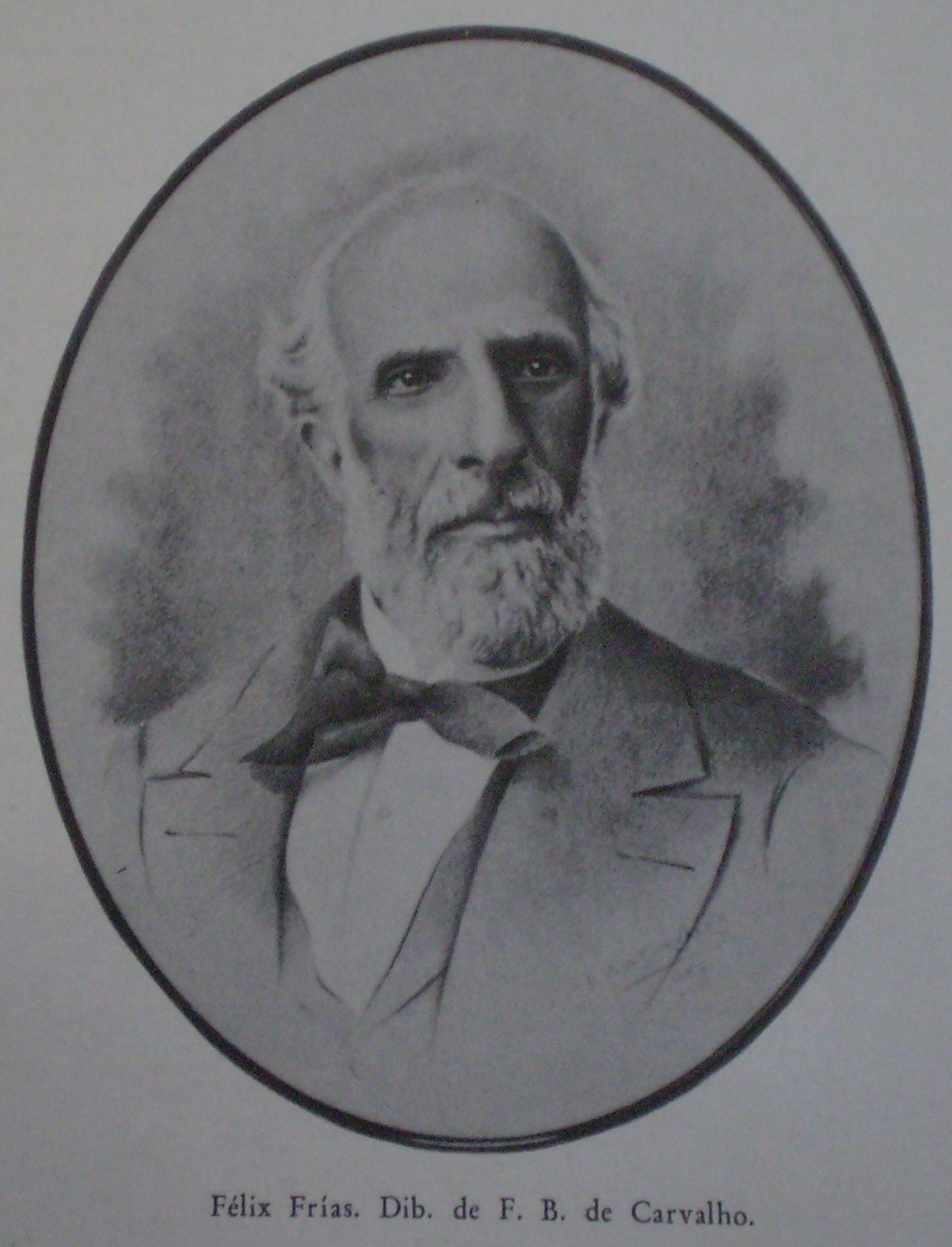
Félix Frías (1816-1881)

En 1861 José Manuel Estrada creó la Sociedad San Francisco Javier, para unir a los artesanos de Buenos Aires, y para difundir entre ellos la cultura católica. Esto fue un antecedente de los Círculos Católicos de Obreros, y un signo de la preocupación social de Estrada, en línea con lo que posteriormente se conocería como Doctrina social de la Iglesia.
En 1877 Félix Frías fundó el "Club Católico" para combatir la propaganda laicista del Partido Autonomista Nacional que estaba en el poder desde 1874. Club que en 1883 fue rebautizado con el nombre de Asociación Católica de Buenos Aires.
Para fines de 1875 había, en Buenos Aires, una colectividad italiana bastante grande que editaba un periódico en esa lengua, simpatizaban políticamente con Alsina y eran furibundamente anticlericales, especialmente contra el renacido poder e influencia de los jesuitas en el país. En una sorprendente actitud para el lugar y la época atacaron, un día de enero, al Colegio del Salvador, provocando la muerte de monjes y grandes daños al convento, indignados por la devolución de la Iglesia de San Ignacio a la Orden.
En 1880 Mamerto Esquiú fue nombrado obispo de Córdobae. En lo externo a la administración de la Iglesia diocesana, defendió las tradicionales prerrogativas de la Iglesia y se opuso en lo que pudo al matrimonio civil, al Registro Civil, la secularización de los cementerios y la laicización de la enseñanza. También tuvo problemas con la Universidad, ya que ésta no le permitía controlar la designación de los profesores de Teología.
En 1883 se fundó La Asociación Católica, que presidió José Manuel Estrada y en cuya dirigencia participaron: Tristán Achával Rodríguez, Miguel Navarro Viola, Emilio Lamarca, Apolinario Casabal, Pedro Goyena, Tomás de Anchorena, y Enrique Lezica, entre otros. La Asociación buscó impactar en el debate público acerca de la laicidad o catolicidad de la enseñanza. Durante esa época aparecieron un gran número de periódicos católicos.
En 1884 fue fundada en Argentina la Unión Católica que surgió de un Congreso que el catolicismo realizó en Buenos Aires, en agosto y septiembre de ese año. Intentaron organizarse como partido con motivo de la promulgación de la Ley 1420, de Educación Común, que introducía la enseñanza laica en las escuelas, manifestando su oposición al gobierno de Julio Argentino Roca. En ese momento, en un sistema que no generaba controversias, se exceptuaba de la enseñanza religiosa en las escuelas públicas a los alumnos cuyos padres así lo solicitaran. En la  Unión Católica militaron  José Manuel Estrada, Pedro Goyena, Emilio Lamarca y Indalecio Gómez quien luego fue coautor y defensor de la Ley Sáenz Peña, que logró imponer en su país el voto universal, secreto y obligatorio, haciendo realidad la democracia política., entre otras personalidades, y ambos fueron diputados nacionales por el nuevo partido a partir de 1886 y su candidato a presidente fue Presidente de la Nación de José Benjamín Gorostiaga. No obstante, la Unión Católica no prosperó como partido político, y la mayoría de sus miembros integraron a partir de 1890 la Unión Cívica.
Desde 1880, en la Argentina, según palabras de Luis Alberto Romero, “se configuró un nuevo escenario institucional” en la era imperialista europea, donde la Argentina consolidó la asociación con Gran Bretaña con la expansión de la agricultura y la ganadería, y el tendido de los ferrocarriles. Todo esto requería una abundante fuerza de trabajo, lo que promovió el estímulo de la inmigración. En 1869 la Argentina tenía 1.800.000 habitantes, para 1914 la población se había duplicado. El crecimiento económico fue espectacular, la clase alta argentina copió el estilo de la nobleza y aristocracia europeas, construyó fastuosas mansiones, coleccionó objetos de arte llevando una vida de lujo y boato. Pero una ola creciente de conflictos y violencia se instaló en la sociedad, los reclamos sociales fueron encabezados por anarquistas y socialistas de distintas denominaciones.

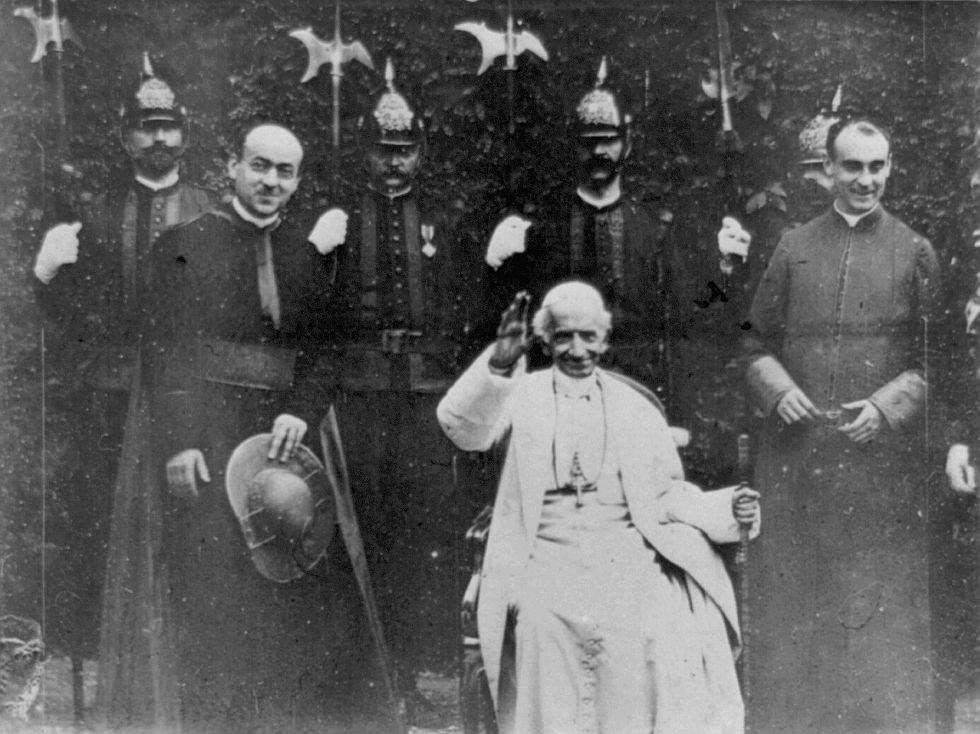
El Papa León XIII promulgó la encíclica Rerum Novarum sobre las condiciones de las clases trabajadoras en 1891.

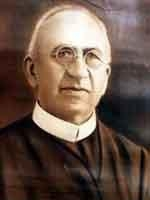
Padre Federico Grote (1853 - 1940), iniciador del pensamiento católico obrero en Argentina.

Luego de que en 1891 el Papa León XIII diera a conocer la encíclica Rerum Novarum, basada en el catolicismo social, que versaba sobre las condiciones de las clases trabajadoras, dejaba patente su apoyo al derecho laboral de «formar uniones o sindicatos», reafirmaba en su apoyo al derecho de la propiedad privada y discutía sobre las relaciones entre el gobierno, las empresas, los trabajadores y la Iglesia, proponiendo una organización socioeconómica que más tarde se llamaría corporativismo, fue en la Argentina el sacerdote alemán el Federico Grote el primer impulsor de esta doctrina social.
El padre Federico Grote que llegó de Alemania, país que estuvo a la vanguardia del movimiento social católico, a la Argentina en 1884. En 1894 fundó los Círculos de Obreros Católicos. Con ellos organizó un periódico La Defensa, que más tarde fue sustituido por el diario El Pueblo, que se editó hasta 1960, en los que difundía los Principios de la Doctrina Social de la Iglesia. Y el 2 de febrero de 1892 fundó la Federación de Círculos Católicos de Obreros de la República Argentina que todavía existe. Y en el año 1902 fundó la Liga Democrática Cristiana.
Grote admiraba y tomaba como modelo la figura de monseñor Wilhelm Emmanuel von Ketteler, también como él originario de Münster, particularmente cuando proclamaba los grandes principios de la libertad, la justicia y la caridad. Monseñor von Ketteler dejó una doctrina social clara al Zentrum partido político defensor de los intereses de los católicos, y especialmente apreció en las ideas socialistas de Ferdinand Lassalle, las reivindicaciones y las críticas a la sociedad capitalista, que iban contra el dogma católico. Acusó a los liberales de engañar a los obreros en beneficio propio, y junto a los socialistas, les acusó de totalitarios. Además, previno de que la defensa absoluta de la propiedad era una doctrina atea, favorecida por la desaparición de la creencia de Dios en el liberalismo. Su fin fue el corporativismo obrero y el establecimiento de una paz duradera entre empresario y trabajador. Su defensa fue total, se centró en pedir aumento de sueldo y vacaciones, menos horas de trabajo y eliminación del trabajo infantil. En el plano político, el obispo siempre consideró la representación orgánica como la mejor para representar a la sociedad, y fue contrario al liberalismo partidista que perpetuaba a una minoría dirigente en el poder.
En 1906 el joven sacerdote argentino Miguel de Andrea sucedió a Grote y fue designado Subdirector del Círculo de Obreros.

## Primeros legisladores socialcristianos
Ernesto Padilla, el último de los gobiernos provinciales que puede se catalogado como de "reformismo conservador", en razón de las obras públicas destinadas al mejoramiento de las condiciones de vida de la población, en 1902 consiguió que la Cámara de Diputados rechace un proyecto de ley de divorcio. Consideraba el historiador Padre Guillermo Furlong S.J., que había en Padilla una tarea más meritoria cuando hacía uso de su influencia y esfuerzo a favor de los pobres y humildes, en particular de las provincias del Norte Argentino. 
Santiago Gregorio O'Farrell autor de la Ley de descanso dominical N.º 4161 (1905) y de la Ley sobre trabajo de mujeres y menores N.º 5291 (1907).
Arturo Mateo Bas, con sus proyectos sobre creación de la Caja Nacional de Ahorro Postal (1915) y sobre jubilaciones para ferroviarios.
Juan Félix Cafferata propulsor de numerosos proyectos en materia social y laboral: creación de la Comisión Nacional de Casas Baratas (ley N.º 9677 de 1915), vivienda y ahorro popular, represión de los trust, salario mínimo, protección al salario, multas por transgresiones a leyes de trabajo, estabilidad del empleado público, participación de los empleados y obreros en la gestión y en las ganancias de las empresas.
Tanto Bas como Cafferata recibieron del Papa Benedicto XV como condecoración pontificia llamada Medalla Pro Ecclesia et Pontifice ("Cruz de Honor"), como reconocimiento a su intensa labor parlamentaria en pro de la acción social católica.

## Coexistencia de democratacristianos junto a nacionalistas católicos neocorporativistas
En 1910, cuando comenzaron a difundirse en la Argentina doctrinas anarquistas procedentes de Italia y España, para contrarrestar el Anarquismo en Argentina, Miguel de Andrea acude a la mujer. Inicia un desfile femenino que finaliza frente al mausoleo que guarda los restos del Gral. Manuel Belgrano. Allí, De Andrea saludó a los concurrentes con palabras electrizantes. Su ejemplo fue seguido por una manifestación de hombres desde plaza del Congreso Nacional hasta la plaza San Martín.
En 1910 fue fundada de la Universidad Católica de Buenos Aires. Recién dos años después de su fundación comenzó a funcionar su única Facultad, la de Derecho. Sin embargo, la vida de esta primera Universidad Católica fue efímera: al no obtener el reconocimiento de sus títulos por parte del Estado, cerró sus puertas en 1922. Fueron inútiles todos los esfuerzos empeñados para salvar la crisis abatida entonces sobre la flamante Universidad. El Pbro. Luis Duprat fue designado Rector y el Consejo Superior por su parte, estaba compuesto por los Dres. Joaquín Cullen, Emilio Lamarca y Ángel Pizarro entre otros. El segundo y último Rector –hubo solamente dos- fue Mons. Miguel De Andrea.
En 1911 se transformó en Unión Democrática Cristiana. Ésta se disolvió en 1919 y a principios de la década de 1920, se reunieron nuevamente los integrantes de la ex Unión Democrática Cristiana, bajo el nombre de  Unión Popular Católica Argentina.
En abril de 1912 Monseñor Napal funda el órgano social cristiano El Trabajo.
En 1913 salieron de plaza Once hasta el Congreso Nacional 25.000 hombres encabezados por Miguel de Andrea para hacer el petitorio de la sanción de diez leyes obreras al parlamento argentino.[cita requerida]
En 1916, encabezando otra manifestación de 35.000 hombres, De Andrea obtiene cuatro leyes más. Su idea de justicia social era concreta.[cita requerida]
Mientras que el mundo cambiaba drásticamente con la Revolución rusa de 1917, en Argentina por un lado se multiplicaba la actividad anarquista y socialista, por el otro manifestantes socialcristianos irrumpían en la Casa Rosada, para pedir al presidente Hipólito Yrigoyen una ley de casas baratas e higiénicas, jubilación para los ferroviarios, ley de agencias de colocaciones y de accidentes de trabajo. Había conformado con los obreros, una fuerza social-cristiana eficaz. Luego organizó conferencias populares, realizando desde 1916 a 1919 422 asambleas populares con un total de 1.385 conferencias de inspiración Social Cristiana.[cita requerida]
En 1922 fueron creados los Cursos de Cultura Católica que ofrecía una formación universitaria católica paralela a la de las universidades oficiales y sirvieron como antecesores para la fundación de la Universidad Católica Argentina. En ellos partició el Dr. Tomás Casares, uno de los principales difusores del tomismo en Argentina.
El 31 de mayo de 1923 Monseñor Miguel de Andrea ya obispo de Temnos y párroco de San Miguel Arcángel, fundaba la Federación de Asociaciones Católicas de Empleadas y nunca cesó de alertar sobre el peligro de las doctrinas totalitarias, contra las que propondrá como remedio el perfeccionamiento de la democracia argentina.
En 1924 el empresario Julio Steverlynck, inspirado en la Rerum Novarum funda Algodonera Sudamericana Flandria S.A. y comienza a otorgar beneficios sociales a los trabajadores.
En 1927 se formó el Partido Popular, que sostuvo el voto femenino, la libertad de enseñanza y el reconocimiento jurídico de las organizaciones sindicales.[cita requerida]
En 1928 fue creada la revista Criterio, una revista católica de actualidad, política, religión y cultura que se edita hasta la actualidad, siendo su primer director el abogado, político demócrata cristiano Atilio Dell'Oro Maini.[cita requerida]
La oposición entre los democratacristianos y los posturas nacionalistas surgidas por imitación de lo ocurrido en Italia con Benito Mussolini que apoyaban la implantación de un corporativismo provocaron la división del Partido Popular (Unión Popular Católica Argentina) y su disolución. 
En enero de 1929, durante la segunda presidencia de Hipólito Yrigoyen, Roberto Arlt publicó en el diario El Mundo, un artículo titulado "Su Majestad, la coima", donde escribe:

La coima es la polilla que roe el mecanismo de nuestra administración, la rémora que detiene la marcha de la nave del Estado (y esta vez es cierto el mito de la rémora y la macana de la nave del Estado), la coima es el aceite lustral conque cuanto bicho inspector y subinspector que vagabundea por ahí, lubrifica sus articulaciones y engorda su estómago; la coima es la madre de muchos bienestares, el alma de numerosas prosperidades, el ángel tutelar de los que venden aserrín por harina, achicoria por café, pan quemado por chocolate, mármol molido por azúcar, la coima es la diosa protectora de todos los tahúres que pululan en nuestra tierra, de todos los comisarios que entran flacos y salen gordos, de todos los magistrados que se taponan los oídos para no escuchar los alaridos de la justicia, ¿qué no es la coima, la enorme, la nutritiva coima? Donde se clave la vista, allí está: invisible, segura, efectiva, certera. La coima es la que moviliza los escritos en un juzgado; la coima es la que arranca un certificado de buena conducta para un específico fascineroso, la coima es la que le da ciudadanía de honestidad a un granuja cien veces más ladrón que el ladró Gesta; la coima es la que ablanda y humaniza al inspector personudo, al abogado recio, al escribano melifluo, al oficial de justicia inexorable, al médico talentudo. La coima, invisible, penetrante, ardua e infalible, penetra por todas partes y compra al grande, al cogotudo y al severo como al pequeño, al modesto y al humilde que se conforma y transige con tal que le den para un café con leche.
Roberto Arlt

Fue entonces cuando los nacionalistas católicos apoyaron al semanario "La Nueva República", opositor al gobierno radical de Hipólito Yrigoyen que, en plena Gran Depresión mundial de 1929 fue muy criticado por una serie de intervenciones a provincias por decreto y asesinatos de opositores, entre ellos el del senador Lencinas, que produjeron el debilitamiento de la democracia y desencadenaron el golpe militar dirigido por el general José Félix Uriburu del 6 de septiembre de 1930 que el 10 de septiembre fue reconocido como presidente Provisional de la Nación por la Corte Suprema mediante la acordada que dio origen a la doctrina de los gobiernos de facto y que sería utilizada para legitimar a todos los demás golpes militares.

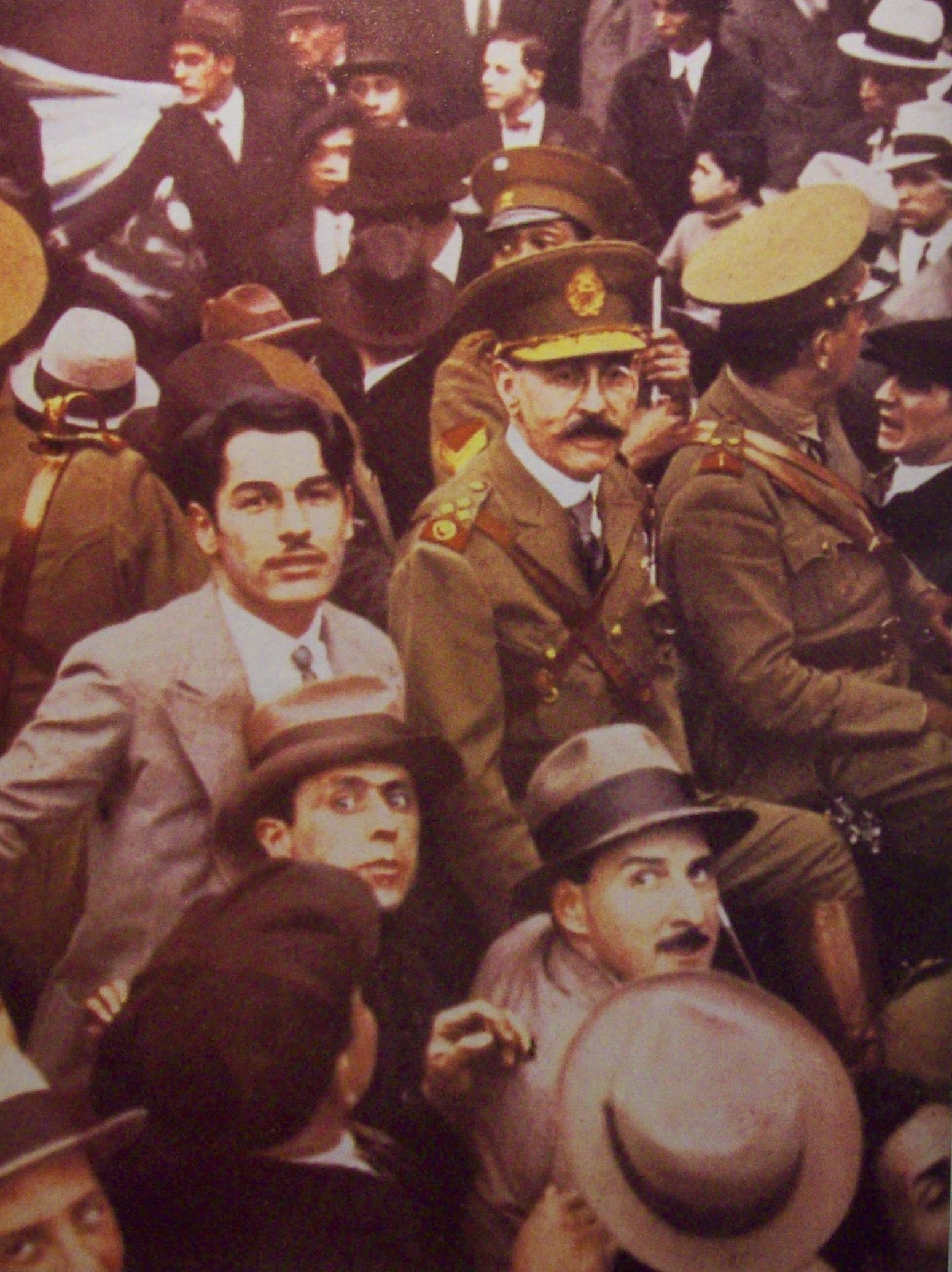
José Félix Uriburu rodeado de civiles que apoyaron el golpe de Estado del 6 de septiembre de 1930.

José Félix Uriburu básicamente representó en aquel momento ante todo un nacionalismo católico neocorporativista. Inclusive el proyecto de constitución neocorporativa que tenía Uriburu y sus sectores era un sistema neocorporativo mixto. Querían que hubiera una cámara corporativa, por ejemplo, con representación de sindicatos, empresarios y otra cámara con representación política. Eran proyectos neocorporativos. Ideológicamente yo creo que era muy tributario del nacionalismo católico, que desde los años ’20 venía creciendo en Argentina.
Cabe agregar que durante la presidencia de José Félix Uriburu en la Argentina se otorgaron por primera vez como derechos laborales las vacaciones pagas y las leyes de indemnización por despido sin causa, protección de la maternidad y licencia paga por enfermedades.

## El XXXII Congreso Eucarístico Internacional de 1934

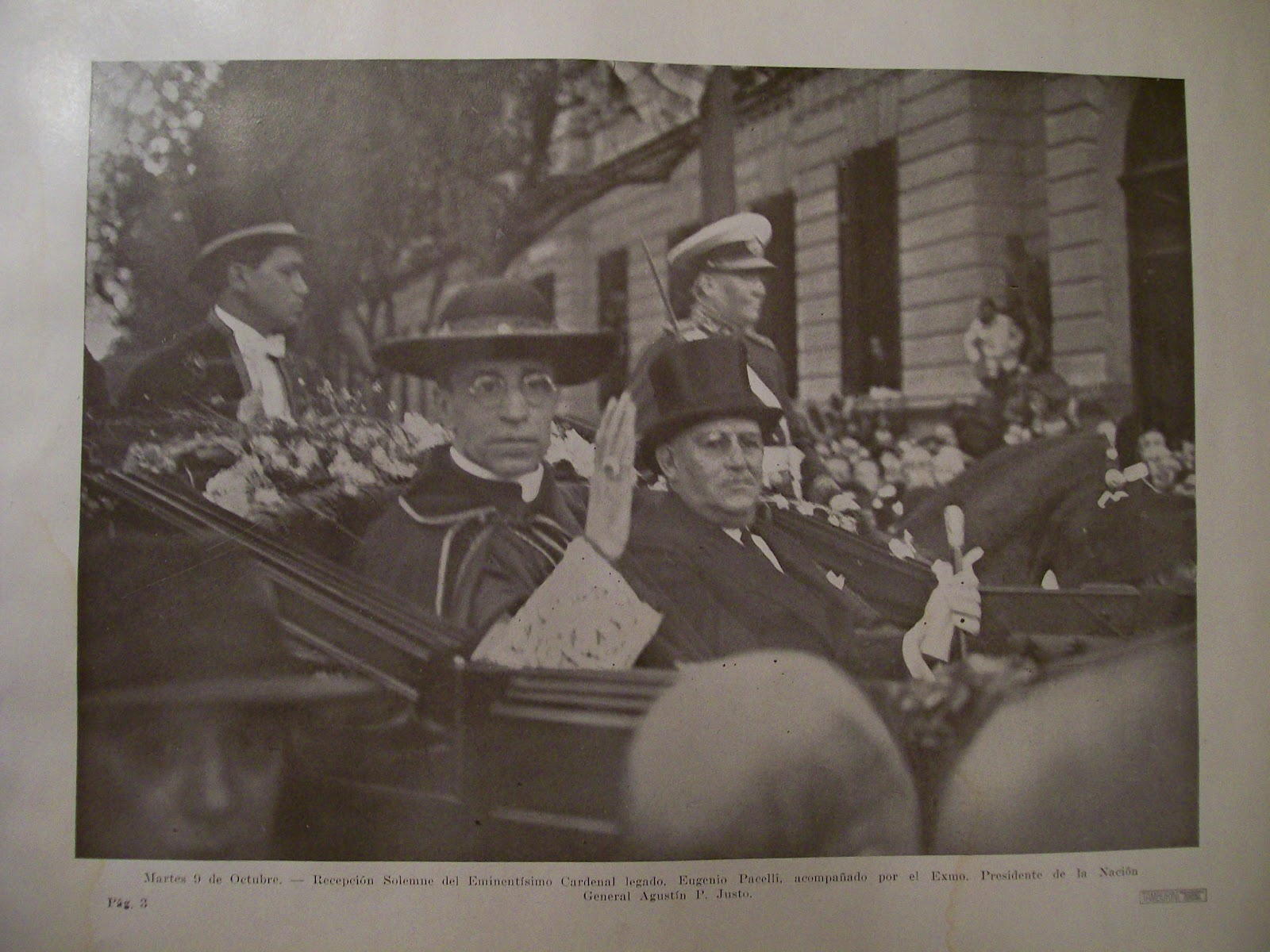
Eugenio Pacelli, después Pío XII en 1934 junto al presidente argentino Agustín Pedro Justo.

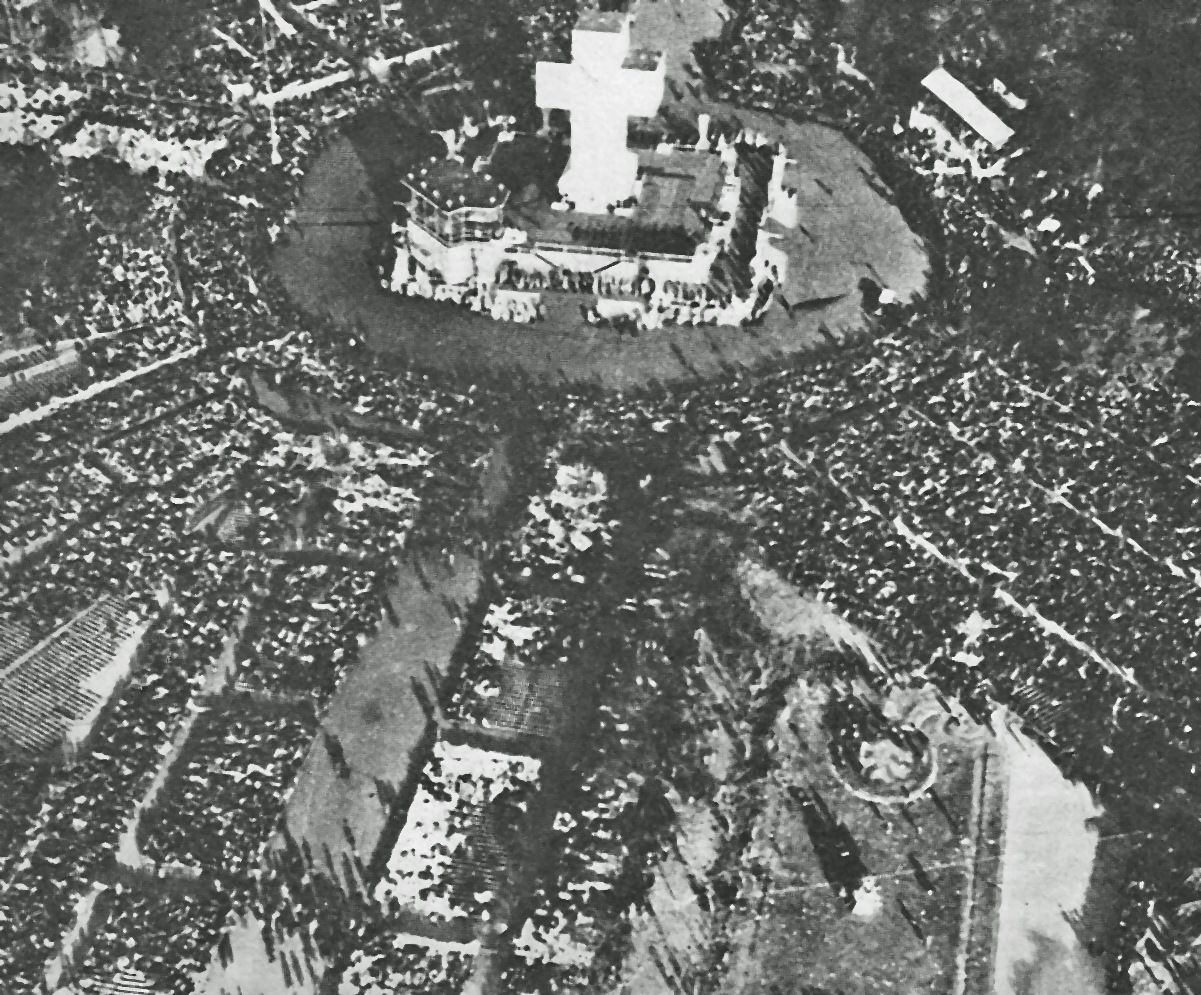
Congreso Eucarístico celebrado en Buenos Aires en el año 1934.

El XXXII Congreso Eucarístico Internacional de 1934 se realizó en Buenos Aires, Argentina entre el 9 y el 14 de octubre de 1934 con la presencia de Eugenio Pacelli, futuro Papa Pío XII. Fue el primero en celebrarse en América Latina y el tercero en América después de los realizados en Montreal y Chicago.
El mismo día que el mártir Héctor Valdivielso Sáez, el primer santo argentino, entregó su vida el 9 de octubre, comenzó el Congreso Eucarístico Internacional de 1934 que marcó un renacimiento del catolicismo argentino, un hito a partir del cual se inició una vida nueva de la Iglesia en la Argentina, aumentaron las diócesis, crecieron las vocaciones, se construyeron nuevas parroquias, y el laicado cobró conciencia de su importancia en la Iglesia.[cita requerida]
Por la magnitud de las multitudes que asistieron a los actos públicos, nunca antes vistas, fue el hecho de masas más importante del país hasta esa fecha y, para algunos historiadores, la movilización más grande que se haya producido en la Argentina hasta la fecha (2014)..

## El nacionalismo católico en la Argentina

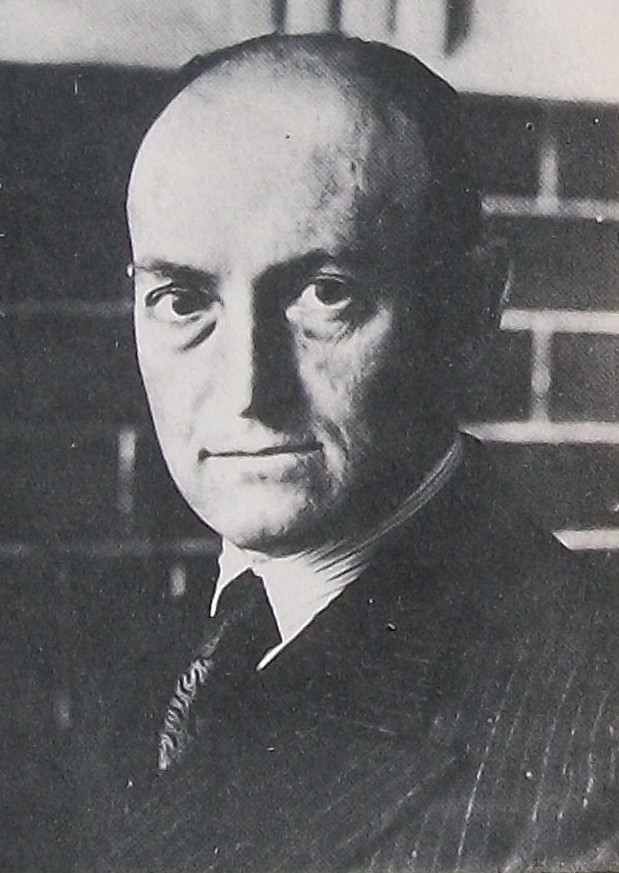
Hugo Wast (Gustavo Adolfo Martínez Zuviría).

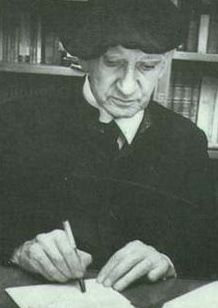
Padre Leonardo Castellani (1899 - 1981), uno de los inspiradores de la Nacionalismo Católico Argentino

El nacionalismo católico es una doctrina y un movimiento político nacionalista y católico que al igual que la Democracia Cristiana está fundado en la filosofía tomista, la Doctrina Social de la Iglesia y el catolicismo social pero se diferencia principalmente por no comulgar con el sistema democrático liberal en general y la forma de la partidocracia en particular, considerándola como una corrupción en la gestión del bien común, generadora de tiranía y anarquía y de caos social, así como un medio proclive a cualquier forma de degeneración social. En la Argentina es además hispanista. 
Sus principales referentes fueron los sacerdotes católicos Julio Meinvielle y Leonardo Castellani, y los filósofos Jordán Bruno Genta y Carlos Alberto Sacheri. También el escritor y político argentino Gustavo Martínez Zuviría ―también conocido por su seudónimo Hugo Wast― .
En la actualidad existe un Grupo de Investigación Carlos A. Sacheri, que ha publicado el libro La primera guerra del Siglo XX argentino.
En 1919 el  Arzobispo de Buenos Aires Monseñor Mariano Antonio Espinosa la declaró disuelta la Unión Democrática Cristiana, invitando a sus asociados a ingresar a la Unión Popular Católica Argentina presidida por el corporativista Horacio Beccar Varela, recientemente creada.
La Unión Federal Demócrata Cristiana fue un partido político integrado por sectores nacionalcatólicos y democristianos.
Los presidentes militares de facto José Félix Uriburu (del 8 de septiembre de 1930 al 20 de febrero de 1932.), Pedro Pablo Ramírez (del 7 de junio de 1943
al 25 de febrero de 1944) y Juan Carlos Onganía (del 29 de junio de 1966 al 8 de junio de 1970) principalmente y algunos otros presidentes de facto estuvieron vinculados con el nacionalismo católico, en cambio, otros presidentes de facto, como Agustín Pedro Justo, Pedro Eugenio Aramburu y Jorge Rafael Videla, considerados liberales, estuvieron enfrentados a los grupos militares identificados como nacionalistas católicos. 
Su principal medio de difusión es la revista Cabildo, actualmente dirigida por Antonio Caponnetto,
De 1988 a 2010 existió un partido nacionalista católico llamado  Movimiento por la Dignidad y la Independencia (MODIN) y en la actualidad, desde 1996 el Partido Popular de la Reconstrucción se considera nacionalista católico.

## Surgimiento del pensamiento político socialcristiano argentino

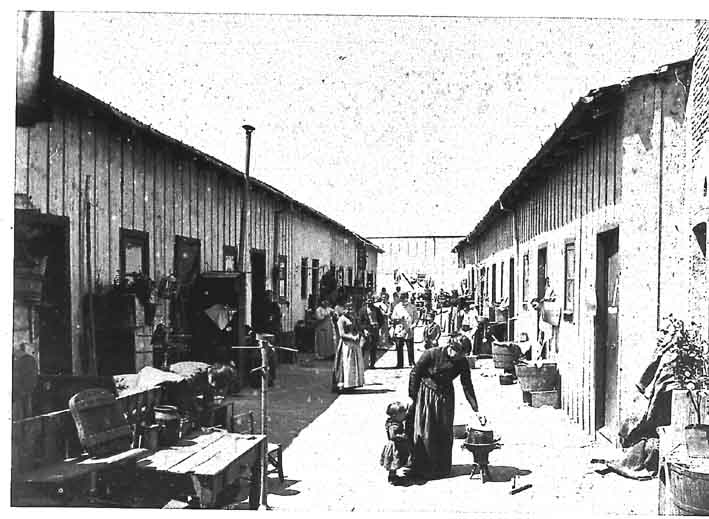
A finales del la población trabajadora argentina vivía hacinada en conventillos.

El Partido Demócrata Cristiano de la Argentina tiene sus raíces en el catolicismo político en Argentina y tiene su origen en el movimiento social cristiano, que ha surgido como una explicación y respuesta al surgimiento de la cuestión social iniciado durante el pontificado de Pío IX (1846-1878) se inicia en la Iglesia el denominado catolicismo social para defender los derechos de los trabajadores tras la revolución industrial. 

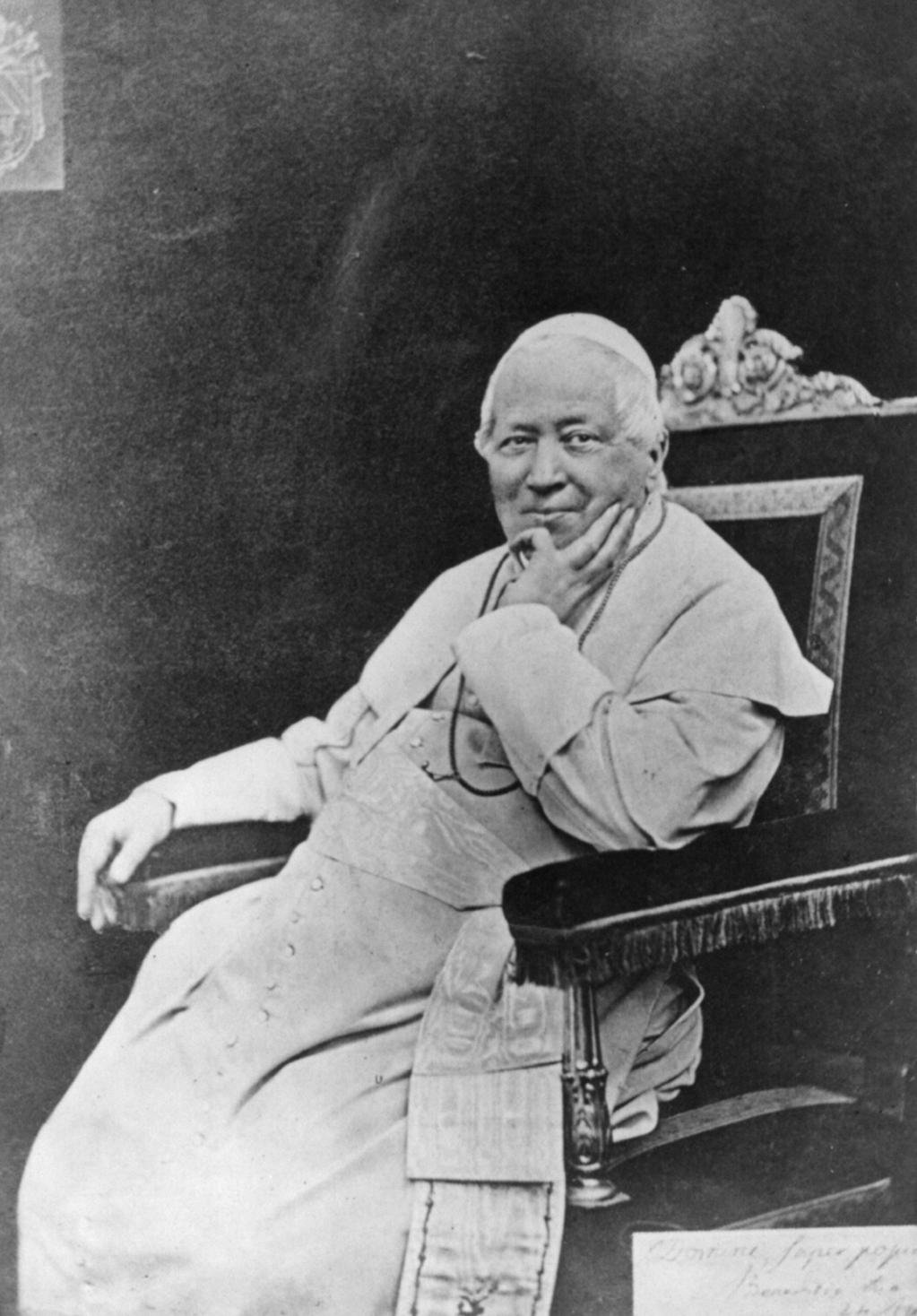
Papa Pio IX, iniciador en la Iglesia el denominado catolicismo social para defender los derechos de los trabajadores tras la revolución industrial, en 1863.

En 1864 el Papa Pío IX en la encíclica Quanta Cura condenó el socialismo y el liberalismo, por lo que hizo un primer esbozo de las enseñanzas que León XIII desarrollará: denunciaba conjuntamente, por una parte, la pretensión del socialismo del siglo XIX de sustituir la Providencia Divina por el Estado y, por otra, el carácter materialista del liberalismo económico que excluye el aspecto moral de las relaciones entre capital y trabajo.
Fue a finales del siglo XIX cuando surgieron en el norte de Francia, y en zonas de Bélgica y Holanda los primeros grupos que se autodenominaron demócrata cristianos. Esta fórmula de sindicalismo confesional representó un choque con el catolicismo tradicional, lo que obligó a la intervención de la Santa Sede. 

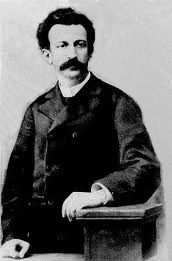
José Manuel Estrada, en 1884.

El primer gran pensador socialcristiano argentino fue José Manuel Estrada (1842-1894). Estrada creía que la solución a los conflictos sociales no podía venir ni del liberalismo ni del socialismo: rechazaba ambas propuestas como materialistas y afirmaba que la solución debía venir desde la moral cristiana, que busca integrar todas las clases sociales en un tejido social unido y sin discordias. Lo que la Doctrina social de la Iglesia hoy llama "la promoción del bien común en todas sus formas".
El Estado, según su pensamiento, no debería prohibir nada que las personas estuviesen capacitadas para hacer, y la autoridad de decisión siempre debería ser lo más cercana a ellas que sea posible (mejor municipal que provincial, mejor provincial que nacional). Estas ideas están en la misma línea que las que luego expondrían los Papas en la Doctrina Social de la Iglesia y que hoy se expresan en el principio de subsidiariedad.
Para Estrada la familia tenía mucha importancia y por tanto se dedicó a defender los derechos de la familia: 

“No hay sociedad sólida sin familia regular; y no hay familia regular sin hogar seguro e independiente.  Los arrendamientos precarios, las aglomeraciones de familias en edificios comunes, las habitaciones estrechas e insalubres, conspiran contra la vida, contra la dignidad y contra la moral de las clases obreras”.

También Estrada defendía la libertad de educación de los hijos:

"Respecto del padre, la libertad de la enseñanza consiste en el pleno derecho según el cual puede escoger las doctrinas bajo las cuales sus hijos han de ser educados y los maestros a los cuales ha de ser confiada su educación." "La educación es primitivamente un ministerio paternal, subsidiariamente una función social."

#### Unión Católica (1885-1889)
La Unión Católica fue un partido político confesional fundado como consecuencia de la Primera Asamblea de los Católicos Argentinos celebrada en Buenos Aires en 1884, con 140 delegados de todo el país, donde se votó y aprobó la siguiente resolución: 

... "La Asamblea declara que el estado actual de la República exige la unión política de los católicos argentinos y su intervención colectiva en la vida pública con el propósito de mantener los principios cristianos en el orden social y el gobierno de la Nación" (PRIMERA ASAMBLEA DE LOS CATÓLICOS ARGENTINOS 15 de agosto de 1884).

Asimismo, en la Primera Asamblea de los Católicos Argentinos se resolvió en materia social seguir trabajando activamente por la implantación del feriado dominical; se propició la enseñanza técnica de la juventud mediante la creación de escuelas de artes y oficios; se preconizó la fundación de círculos de trabajadores con fines de edificación, propaganda y socorros mutuos, algunos de los cuales ya funcionaban en Buenos Aires y en Córdoba;  también se auspició el establecimiento de talleres obreros y oficina de colocación para los desocupados. 
La Unión Católica se fundó en 1885 y se destacó por la lucha por humanizar las relaciones sociales y su firme oposición al laicismo y al liberalismo propios de la generación del 80, que gobernó el país entre la segunda mitad del siglo XIX y las primeras décadas del siglo XX. Entre los fundadores se encontraban José Manuel Estrada, Tristán Achával Rodríguez, Pedro Goyena, Emilio Lamarca y Indalecio Gómez quien luego fue coautor y defensor de la Ley Sáenz Peña, que logró imponer en su país el voto universal, secreto y obligatorio, haciendo realidad la democracia política.

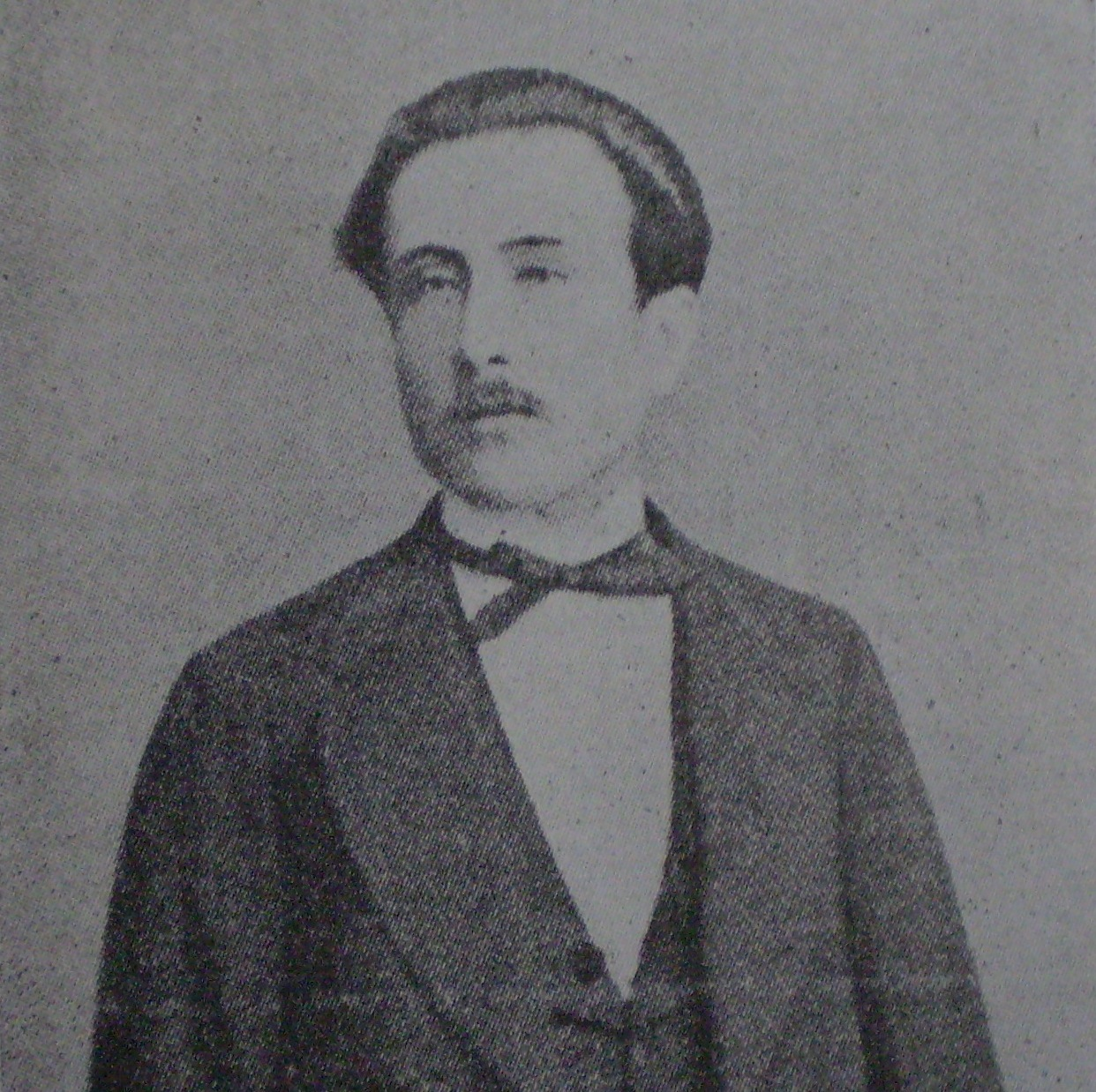
Indalecio Gómez coautor y defensor de la Ley Sáenz Peña de voto universal, secreto y obligatorio. (1850-1920)

En las elecciones presidenciales de 1886 la Unión Católica presentó como candidato a Presidente de la Nación al Dr. José Benjamín Gorostiaga pero terminó por renunciar a la postulación cuando tenía posibilidades de serlo, para dedicarse a su función de juez. Finalmente la Unión Católica logró dos bancas en la cámara de diputados nacionales: José Manuel Estrada y Pedro Goyena. Integraban el partido también Emilio Lamarca, Tristán Achával Rodríguez, Manuel Demetrio Pizarro, Juan Mamerto Garro, Apolinario C. Casabal, el presbítero cordobés Jacinto Roque Ríos del periódico "El Porvenir", y el juez Rafael García. Editaban el periódico "La Unión". Posteriormente la mayoría de sus dirigentes se incorporó a la Unión Cívica de la Juventud, y el partido católico se disolvió.

#### Las encíclicas Rerum novarum y Graves de Communi Re

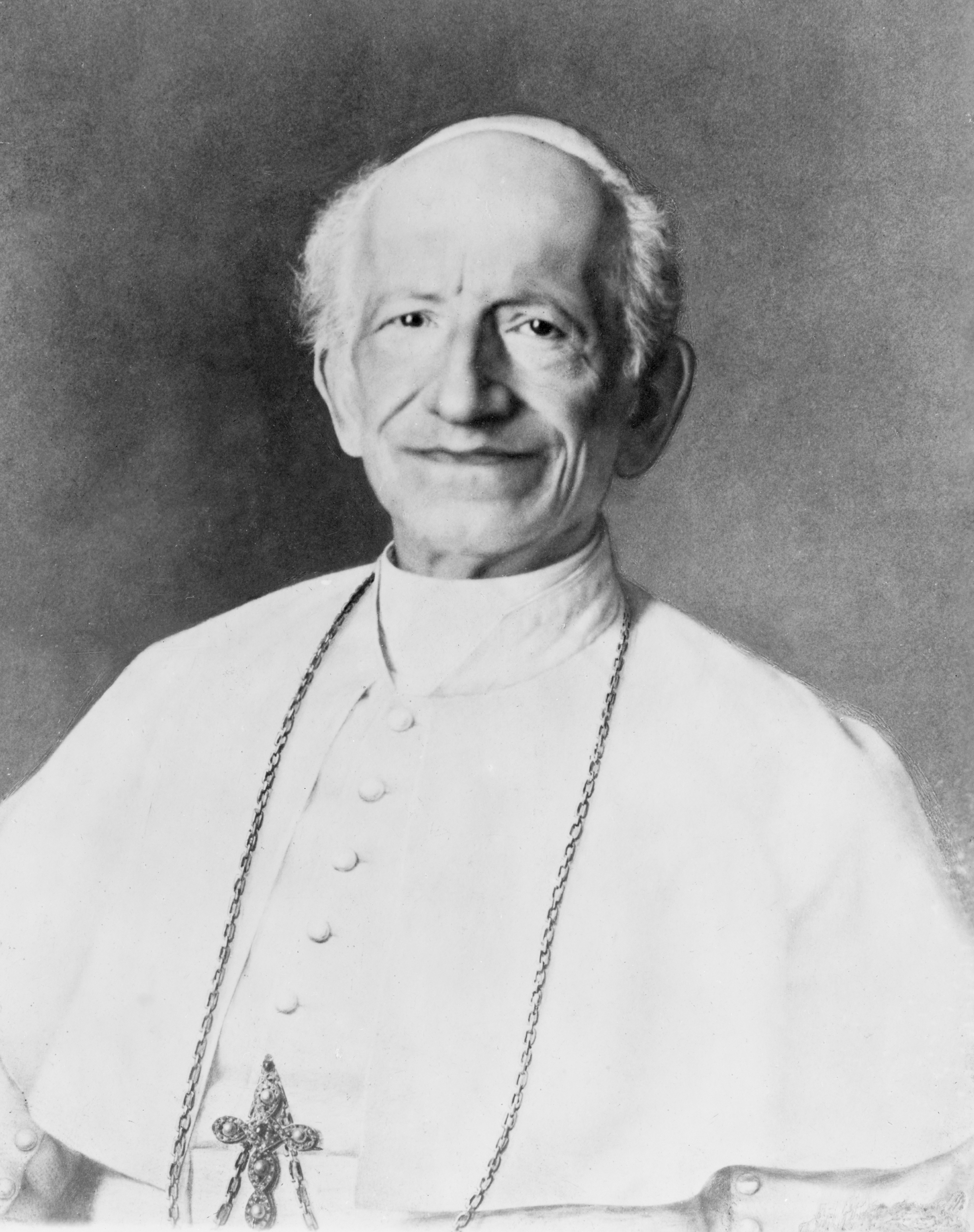
Papa León XIII en 1896.

El largo pontificado de León XIII significó un acercamiento de la Iglesia a las realidades del mundo moderno. Frente al creciente problema obrero, en 1891 dio a conocer la Encíclica Rerum novarum (Acerca de las nuevas cosas). La misma deploraba la opresión y virtual esclavitud de los numerosísimos pobres por parte de «un puñado de gente muy rica» y preconizaba salarios justos y el derecho a organizar sindicatos (preferiblemente católicos), aunque rechazaba vigorosamente el socialismo y mostraba poco entusiasmo por la democracia. Las clases y la desigualdad, afirmaba León XIII, constituyen rasgos inalterables de la condición humana, como son los derechos de propiedad. Condenaba el socialismo como ilusorio y sinónimo del odio y el ateísmo. 
La encíclica "Rerum novarum" dejó patente su apoyo al derecho laboral de «formar uniones o sindicatos», pero también se reafirmaba en su apoyo al derecho de la propiedad privada. Además discutía sobre las relaciones entre el gobierno, las empresas, los trabajadores y la Iglesia, proponiendo una organización socioeconómica que más tarde se llamaría corporativismo. 
En 1901 el Papa León XIII, con la encíclica Graves de Communi Re rechazó el sindicalismo que implicaba la lucha de clases.

#### Liga Democrática Cristiana, Círculos Católicos de Obreros y periódicos socialcristianos
En 1892 el sacerdote católico redentorista Federico Grote, fundó los Círculos Católicos de Obreros siendo su presidente en 1893 Santiago Gregorio O'Farrell
y en 1902 la Liga Democrática Cristiana. 

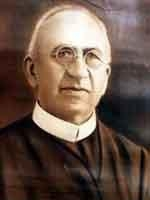
Padre Federico Grote (1853-1940)

Grote admiraba y tomaba como modelo la figura de monseñor Wilhelm Emmanuel von Ketteler, también como él originario de Münster, particularmente cuando proclamaba los grandes principios de la libertad, la justicia y la caridad. Monseñor von Ketteler dejó una doctrina social clara al Zentrum partido político defensor de los intereses de los católicos, y especialmente apreció en las ideas socialistas de Ferdinand Lassalle, las reivindicaciones y las críticas a la sociedad capitalista, que iban contra el dogma católico. Acusó a los liberales de engañar a los obreros en beneficio propio, y junto a los socialistas, les acusó de totalitarios. Además, previno de que la defensa absoluta de la propiedad era una doctrina atea, favorecida por la desaparición de la creencia de Dios en el liberalismo. Su fin fue el corporativismo obrero y el establecimiento de una paz duradera entre empresario y trabajador; la defensa fue total, se centró en pedir aumento de sueldo y vacaciones, menos horas de trabajo y eliminación del trabajo infantil. En el plano político, el obispo siempre consideró la representación orgánica como la mejor para representar a la sociedad, y fue contrario al liberalismo partidista que perpetuaba a una minoría dirigente en el poder.

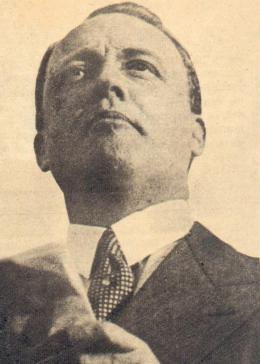
Economista Alejandro Bunge (1880-1943)

El Primer Manifiesto de la Liga Democrática Cristiana contenía los principios básicos del socialcristianismo. En los congresos nacionales que organizados por la Liga en 1907 y 1908 figuras como Juan Félix Cafferata, Mons. Gustavo Franceschi, Emilio Lamarca, Alejandro Bunge, Santiago Gregorio O'Farrell expusieron notables trabajos y proyectos de legislación social.
En los congresos nacionales que organizados por la Liga en 1907 y 1908 figuras como Federico Grote, Gustavo Franceschi, Arturo Mateo Bas, Alejandro Bunge, Emilio Lamarca, Juan Félix Cafferata y Santiago Gregorio O'Farrell expusieron notables trabajos y proyectos de legislación social. 
Vinculados a la Liga Democrática Cristiana y a los Círculos Católicos de Obreros aparecieron los periódicos La Defensa (1895), La Voz del Obrero (1899), El Trabajo (1908) y el diario El Pueblo que se publicó durante seis décadas desde 1901 hasta 1960.

#### Primeros legisladores socialcristianos
Ernesto Padilla, el último de los gobiernos provinciales que puede se catalogado como de "reformismo conservador", en razón de las obras públicas destinadas al mejoramiento de las condiciones de vida de la población, en 1902 consiguió que la Cámara de Diputados rechace un proyecto de ley de divorcio. Consideraba el historiador Padre Guillermo Furlong S.J., que había en Padilla una tarea más meritoria cuando hacía uso de su influencia y esfuerzo a favor de los pobres y humildes, en particular de las provincias del Norte Argentino. 
Santiago Gregorio O'Farrell autor de la Ley de descanso dominical N.º 4161 (1905) y de la Ley sobre trabajo de mujeres y menores N.º 5291 (1907).
Arturo Mateo Bas, con sus proyectos sobre creación de la Caja Nacional de Ahorro Postal (1915) y sobre jubilaciones para ferroviarios.
Juan Félix Cafferata propulsor de numerosos proyectos en materia social y laboral: creación de la Comisión Nacional de Casas Baratas (ley N.º 9677 de 1915), vivienda y ahorro popular, represión de los trust, salario mínimo, protección al salario, multas por transgresiones a leyes de trabajo, estabilidad del empleado público, participación de los empleados y obreros en la gestión y en las ganancias de las empresas.
Tanto Bas como Cafferata recibieron del Papa Benedicto XV como condecoración pontificia llamada Medalla Pro Ecclesia et Pontifice ("Cruz de Honor"), como reconocimiento a su intensa labor parlamentaria en pro de la acción social católica.

#### Coexistencia de democratacristianos junto a nacionalistas católicos neocorporativistas
Con el mismo ideario de la Liga Democrática Cristiana se creó en 1911 la Unión Democrática Cristiana. Organizó tres congresos: en 1913, 1916 y 1917. Editó los periódicos: El Demócrata y Acción Democrática. Entre sus dirigentes se encontraban Pedro Tiesi, Marcos Volonté, Eduardo Ferrari, José Pagés, Roberto Wilkinson, Manuel Viacaba, Emilio Leverato, Pablo Tagliaferri y Lorenzo Degregori. 
En 1919 el sacerdote católico y político Luigi Sturzo en Italia fundaba el Partido Popular Italiano, una formación que se definía como democristiana. La Santa Sede, que seguía tutelando la participación de los católicos en la vida pública, estableció como límite los pactos o acuerdos con los partidos considerados ateos. 
Ese mismo año el Arzobispo de Buenos Aires Monseñor Mariano Antonio Espinosa la declaró disuelta, invitando a sus asociados a ingresar a la Unión Popular Católica Argentina presidida por el nacionalista católico neocorporativista Horacio Beccar Varela, recientemente creada y a la que formaron parte como una de las alas del Partido Popular hasta 1931 en que el Papa Pío XI dio la primera luz verde al pensamiento socialcristiano  con su encíclica Cuadragésimo Anno.
Pasado el primer momento de desconcierto, algunos demócratas cristianos que no se sumaron al Partido Popular volvieron a reorganizarse, según el consejo de Mons. José Américo Orzali, y continuaron actuando bajo la denominación de Unión Democrática Argentina, con el mismo reglamento y programa de la Unión Democrática Cristiana.
La oposición entre las alas democratacristianas y nacionalistas-corporativas del Partido Popular (Unión Popular Católica Argentina) por tomar posturas opuestas frente a la aparición en Italia de Benito Mussolini provocaron la división y su disolución.
En plena Gran Depresión mundial de 1929, el entonces presidente argentino Hipólito Yrigoyen fue muy criticado por una serie de intervenciones a provincias por decreto y asesinatos de opositores, entre ellos el del senador Lencinas, que produjeron el debilitamiento de la democracia.
El 6 de septiembre de 1930 el general José Félix Uriburu dirigió un golpe militar que el 10 de septiembre fue reconocido como presidente Provisional de la Nación por la Corte Suprema mediante la acordada que dio origen a la doctrina de los gobiernos de facto y que sería utilizada para legitimar a todos los demás golpes militares. Uriburu básicamente representó ante todo un nacionalismo católico neo-corporativista. Inclusive el proyecto de Constitución neo-corporativa que tenía Uriburu y sus sectores era un sistema neocorporativo mixto. Querían que hubiera una cámara corporativa, por ejemplo, con representación de sindicatos, empresarios y otra cámara con representación política. Eran proyectos neocorporativos. Ideológicamente yo creo que era muy tributario del nacionalismo católico, que desde los años ’20 venía creciendo en Argentina. Cabe agregar que durante la presidencia de José Félix Uriburu en la Argentina se otorgaron por primera vez como derechos laborales las vacaciones pagas y las leyes de indemnización por despido sin causa, protección de la maternidad y licencia paga por enfermedades.

#### Fuerte impulso del pensamiento democratacristiano antifascista (1931-1950)
En 1931, la promulgación de la encíclica Cuadragésimo Anno del Papa Pío XI, propuso llevar a la práctica los principios de la recta razón y de la filosofía socialcristiana sobre el capital de trabajo y su mutua coordinación. Un nuevo orden social y económico basado en la subsidiariedad enseñando evitar tanto el individualismo como el colectivismo, actualizando de esta forma las normas para resolver la agudización de la cuestión social. La encíclica salió precisamente cuando habían comenzado a imperar los ultranacionalismos italiano y alemán en Europa. Pocos después, Pío XI condenaba al nazismo y al fascismo, cuyo origen es el corporativismo, y luego condenaría al comunismo ateo.
Luego de la Cuadragésimo Anno surgieron diversos grupos católicos adhiriendo al pensamiento del filósofo católico francés Jacques Maritain llamado humanismo cristiano, fruto de su visita a la Argentina en 1926 en la que dio numerosas conferencias y cursos que fueron difundidos por los Cursos de Cultura Católica (C.C.C.)
En 1939 se formó la Unión Demócrata Cristiana en la ciudad de Buenos Aires junto con la Unión Federalista Demócrata Cristiana y en 1940 la Unión Democrática Cristiana en Córdoba. Estos grupos eran independientes entre sí, pero su denominador común, era el repudio a los nacionalistas católicos que se habían volcado al fascismo.

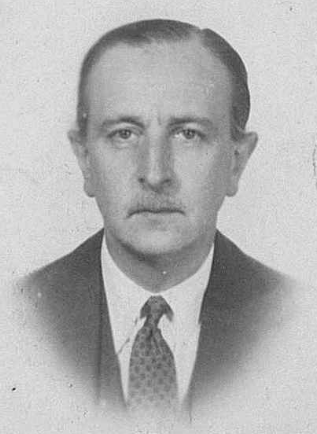
Manuel Vicente Ordóñez jurista, activista, filósofo, profesor universitario y líder intelectual católico argentino. (1902-1988)

Desde los primeros años de la década de 1940 ya militaban en los distintos grupos demócratas cristianos algunos de los hombres, que a fines del gobierno peronista, formaron el Partido Demócrata Cristiano. Entre ellos estaban: Manuel Vicente Ordóñez, Oscar Puiggrós, Ambrosio Romero Carranza, Salvador Busacca, Lucas Ayarragaray h., Jaime Potenze y Jorge Luis García Venturini.
En 1944 el Papa Pío XII dio un impulso decisivo a la corriente política denominada Democracia Cristiana com su Radiomensaje para la Navidad llamado "Benignitas et humanitas" en el que valoró, aunque con cierta cautela, la forma democrática de gobierno (esto ocurrió en plena Segunda Guerra Mundial -1939 / 1945- y estando todavía en el poder el Duce de la República Social Italiana Benito Mussolini). 

" Manifestar su parecer sobre los deberes y los sacrificios que se le imponen; no verse obligado a obedecer sin haber sido oído: he ahí dos derechos del ciudadano que encuentran en la democracia, como lo indica su mismo nombre, su expresión. Por la solidez, armonía y buenos frutos de este contacto entre los ciudadanos y el gobierno del Estado se puede reconocer si una democracia es verdaderamente sana y equilibrada, y cual es su fuerza de vida y de desarrollo." (Fragmento del Radiomensaje para la Navidad de 1944 llamado Benignitas et humanitas)
Papa Pío XII

Durante esa década surgieron nuevas agrupaciones identificadas con el pensamiento democristiano, en distintas ciudades del interior del país, siguiendo la tendencia de Europa con Konrad Adenauer (Canciller alemán en 1949-63, fundador del partido Unión Demócrata Cristiana de Alemania que actualmente preside la canciller Federal de Alemania Angela Merkel), Alcide de Gasperi (fundador del actualmente disuelto partido Democracia Cristiana Italiana) y Robert Schuman (Ministro de Relaciones Exteriores francés en 1948-53 y líder del también del actualmente disuelto partido Movimiento Republicano Popular de tendencia demócrata-cristiana), padres fundadores de la Unión Europea.
Para los comicios del 24 de febrero de 1946, los grupos demócratas cristianos, aunque no estaban organizados como partido político, apoyaron la fórmula Tamborini - Mosca de la Unión Democrática que compitió con la fórmula Perón - Quijano. Luego del triunfo peronista, grupos democristianos entraron en un período recesivo aunque otros se sumaron al peronismo.

#### Perón y la vertiente socialcristiana en su ideario
Cabe tener en cuenta que Juan D. Perón empezó a mencionar las ideas socialcristianas durante la campaña electoral iniciada a fines de 1945. Pero en realidad, en su famoso discurso del 25 de agosto de 1944 en la Bolsa de Comercio, había hablado claramente de la doctrina social de la Iglesia, citando la “opinión extremadamente autorizada” de León XIII. Por supuesto, durante la campaña electoral y dado que el Episcopado lo había apoyado indirectamente, Perón renovó este tipo de prédica. También el 15 de diciembre de 1945, en una reunión laborista, en la mayoría de los activistas de extracción sindical era francamente anticlerical, Perón hizo fuertes apelación esa los ideales católicos y a la importancia de la Iglesia. Y durante su primer gobierno (1946 - 1952), Perón implementó muchos de los principios contenidos en las encíclicas sociales y al tiempo derrotó al sindicalismo clasista de socialistas y comunistas. Por tal motivo los trabajadores de los Círculos Católicos y de la Juventud Obrera Católica en su mayoría se hicieron peronistas.

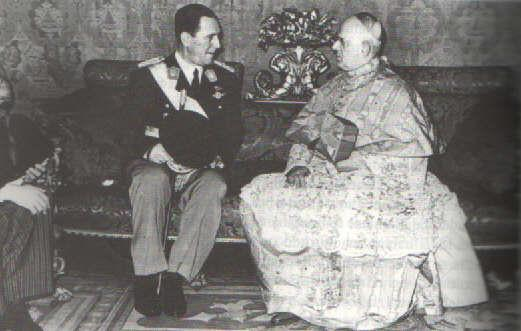
Fotografía de Juan Domingo Perón y Santiago Luis Copello. Publicada en Mundo Peronista de octubre de 1949

Por otra parte, en el primer gobierno de Perón y hasta que el conflicto entre el gobierno y la Iglesia iniciado en 1954 hizo insostenible la posición del Arzobispo de Buenos Aires y Cardenal Primado de la Argentina Santiago Luis Copello mantuvo un apoyo prudente, hasta el momento en que viajó a Roma a ocupar un alto cargo en el Vaticano, en tiempos de Pío XII .
El peronismo atrajo el apoyo de diversos sectores —no siempre conciliables— del cristianismo católico ligados a la doctrina social de la Iglesia y su concepto central, la justicia social. La investigadora María Soledad Catoggio identifica cuatro grandes grupos cristianos que apoyaron al "primer peronismo" (expresión que se desarrolló entre 1946 y 1955, con las dos primeras presidencias de Perón): a) el grupo nacionalista ligado al padre Leonardo Castellani; b) un significativo grupo de cuadros proveniente de Acción Católica y la Juventud Obrera Católica (JOC) y los sindicatos católicos, como Emilio Mignone, mientras que la Federación Argentina Católica de Empleadas (FACE), asesorada por Monseñor de Andrea, se mantuvo en una "neutralidad observadora"; c) intelectuales católicos provenientes de los Cursos de Cultura Católica, relacionados con la revista Criterio —entre quienes se encontraba el convencional constituyente Pablo A. Ramella—, que se vinculan también a los sectores que adhirieron a las ideas de Jacques Maritain como Arturo Sampay; d) el grupo formado por el sacerdote Hernán Benítez, que trabajó en la Fundación Eva Perón y luego publicaría la revista Rebeldía, durante la resistencia peronista.
Catoggio explica que:

Para diversos analistas la originalidad del peronismo fue la de fundar una concepción propia de lo religioso a partir del empoderamiento de los trabajadores, el culto cívico religioso a su mujer, Eva, y la construcción de un linaje donde se proponía a sí mismo como continuador del "cristianismo primitivo" (Caimari, 1995; Cuchetti, 2005). Este linaje tuvo el doble efecto de generar una diferenciación dogmática con respecto a la autoridad eclesiástica y de mantener al mismo tiempo una interpelación identitaria con sectores del catolicismo identificados con ese modelo histórico—utópico. En tal sentido, la dislocación que produjo el encuentro —y el choque— con el peronismo erosionó la solidaridad corporativa de una institución que hasta entonces se había manejado con principios fuertemente verticales.

El presidente comenzó a tomar ciertas medidas que deterioraron la relación entre la Iglesia católica y el gobierno peronista que se fue agravando con el tiempo. Esa confrontación tuvo lugar en los años 1954 y 1955 y produjo también un fuerte debate y toma de posiciones, tanto en el seno del peronismo como del catolicismo. Pero la relación entre el peronismo y el cristianismo continuaría luego del derrocamiento de Perón, y tomaría nuevas formas a partir del Concilio Vaticano II.

#### Liga de Estudiantes Humanistas
La Liga de Estudiantes Humanistas se fundó como una “revolución personalista y comunitaria”, en la Universidad de Buenos Aires (UBA) en 1950.
Fue una agrupación estudiantil inspirada en el pensamiento de Jacques Maritain y en Emmanuel Mounier que reflejaba las ideas de un segmento del campo católico que había construido una posición independiente de los designios de la Jerarquía de la Iglesia católica.
El movimiento universitario se extendió rápidamente a todo el país, algunos de sus dirigentes fueron el bahiense Néstor Tomás Auza que cursó estudios universitarios en Rosario y los tucumano Oscar Said Auád y Arturo Ponsati
La Liga Humanista participó activamente en la Huelga estudiantil del 54. Esta resistencia estudiantil contra Perón comenzó el 5 de octubre de 1954 que cuando la policía disolvió a bastonazos la ceremonia de entrega de diplomas a los egresados de Ingeniería conforme la tradición pero que fue prohibida.[cita requerida] Participó todo el espectro político estudiantil. Además de los demócrata-cristianos de la Liga Humanista, estaba la Corriente Independiente, que en realidad eran conservadores, y El Espacio Reformista (defensores del movimiento reformista de 1918): radicales, socialistas, comunistas y entonces los anarquistas. 
El 16 de octubre de 1954 tuvo lugar una asamblea ilegal pero multitudinaria, en Ciencias Exactas, que culminó en una manifestación en la calle Florida, y fue reprimida. La huelga fue muy dura y hubo muchos estudiantes detenidos en la cárcel de Villa Devoto del 25 de octubre de 1954 al 31 de marzo de 1955. Solamente con los estudiantes de la UBA, los detenidos fueron 250 en el penal de Villa Devoto y en la Correccional de Mujeres, todos bajo el estado de sitio, sin juez competente. Entre ellos , Carlos Alberto Velasco Suárez y su hermano Jorge que también fue dirigente juvenil.
En la década del 60 logró tener una notable expansión hasta alcanzar el rectorado de la Universidad de Buenos Aires con los rectores Julio H. G. Olivera e Hilario Fernández Long, el politólogo e historiador Natalio Botana, además de la participación de las Juntas Consultivas de las facultades como fue el caso del presidente del Centro Universitario de Medicina (CUM) Carlos Alberto Velasco Suárez, uno de los fundadores de la Liga Humanista junto con Ludovico Ivanissevich Machado.

#### Ateneo Social Cristiano (1950-1954)
En el año 1950 había desaparecido en Córdoba la Unión Democrática Cristiana y ese año fue fundado el Ateneo Social Cristiano. De ese grupo surgieron algunos fundadores del Partido Demócrata Cristiano como José Antonio Allende y Teodosio Pizarro, quien como diputado provincial presentó en 1959 el primer proyecto de boleta única y llegó a ser Diputado Nacional en 1963.

## El Partido Demócrata Cristiano de la Argentina

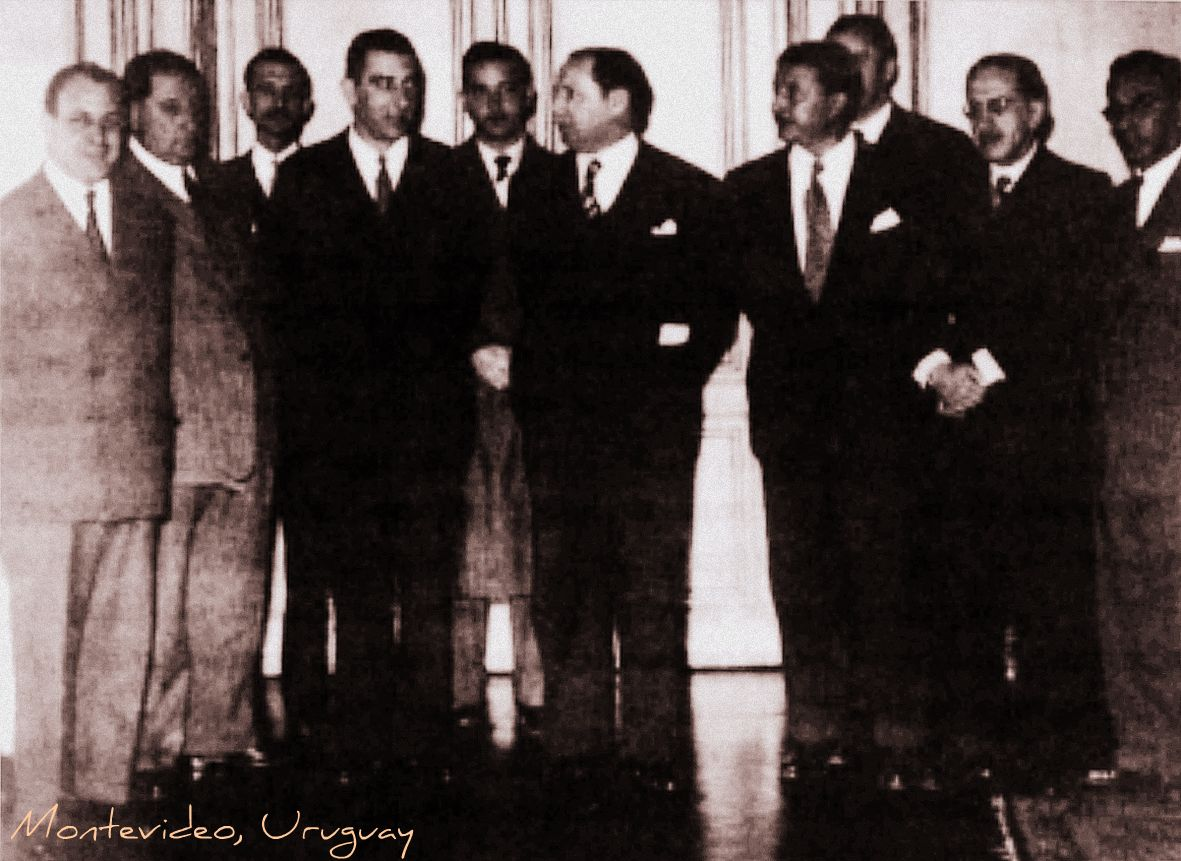
Fundación de la ODCA en 1947.

El 23 de abril de 1947, durante una reunión en Montevideo, Uruguay, a la que asistieron las principales figuras políticas de Argentina, Brasil, Chile y Uruguay que coincidían en la necesidad de crear una organización internacional de demócratas cristianos se fundó la Organización Demócrata Cristiana de América. Representantes de Bolivia y Perú también adhirieron –a través de notas escritas- al nuevo organismo. En el encuentro, fue creada una directiva con la misión de organizar la “sección internacional” del movimiento, integrada por Manuel V. Ordóñez, de Argentina; Alceu Amoroso Lima, de Brasil; Eduardo Frei Montalva, de Chile; y Dardo Regules, de Uruguay. La Declaración de Montevideo, 23 de abril de 1947, fijó como objetivo:

...““fundar un  movimiento supranacional de bases y denominaciones comunes que tiene por finalidad promover, por medio del estudio y la acción, una verdadera democracia política, económica y cultural, sobre el fundamento de los principios del humanismo cristiano, dentro de los métodos de libertad, respeto a la persona humana y desenvolvimiento del espíritu de comunidad y contra los peligros  totalitarios…”. (DECLARACIÓN DE MONTEVIDEO, 23 DE ABRIL DE 1947)

n 1954 apareció la revista "Polémica" dirigida por Leopoldo Pérez Gaudio y fue el enlace para que los distintos grupos democristianos del país, decidieran realizar una especie de Congreso que en principio iba a ser realizado en Córdoba pero por miedo a Juan Domingo Perón a último momento se cambió el lugar de encuentro y se hizo en la ciudad de Rosario, Santa Fe.

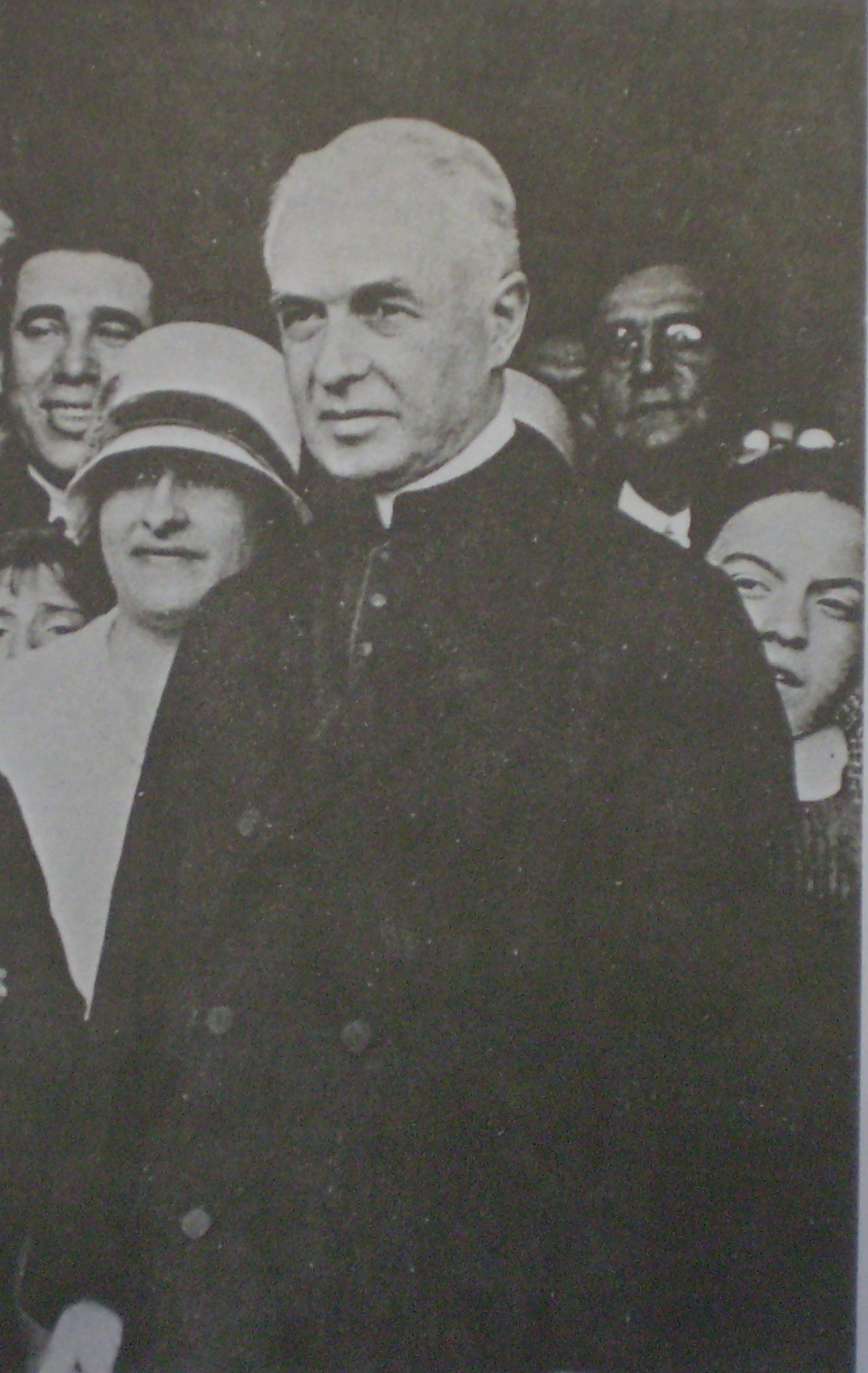
Monseñor Miguel de Andrea (1877-1960), obispo de Temnos y uno de los inspiradores de la DC

La fundación del Partido Demócrata Cristiano de la Argentina se realizó el 9 de julio de 1954 en la clandestinidad. El lugar elegido fue la casa del biólogo Juan T. Lewis. Los fundadores eran representantes de distintos grupos y corrientes que en años anteriores habían desarrollado expresiones de la democracia cristiana en diferentes puntos del país, y resolvieron encauzar sus esfuerzos en un partido nacional.
Entre los fundadores estaban Manuel Vicente Ordóñez, Horacio Sueldo, Arturo Ponsati, Horacio Peña, Guido Di Tella, Rodolfo Martínez, Leopoldo Pérez Gaudio, Ignacio Vélez Funes, Alieto Guadagni, Arturo Bas Figueroa, Antonio Cafferata y Juan José Torres Bas. José Antonio Allende no pudo estar, pero se lo considera uno de los fundadores y en diciembre de 1955 fue elegido primer presidente de la convención nacional del Partido Demócrata Cristiano. De allí surgió la Junta Promotora Nacional de Partidos Políticos Provinciales de inspiración Demócrata Cristiana'". Uno de los miembros más destacados de esta primera junta nacional fue el abogado, magistrado, académico, profesor y ensayista democratacristiano el Dr. Ambrosio Romero Carranza.
Otra persona destacada de esa época fundacional fue Carlos Bègue quien se destacó por muchos años como editor de la Revista Criterio. Esta formación constituyó el paso más decisivo para la fundación del PDC, y esta Junta, desde el momento que empieza a ejercer sus funciones, tomó el carácter de cuerpo directivo de una agrupación política
A comienzos de 1955, el destacado poeta Holver Martínez Borelli, también en la clandestinidad, fundó el Partido Demócrata Cristiano de Salta.
El 16 de junio de 1955 la casa del Dr. Manuel Vicente Ordóñez fue allanada. Como se encontraba ausente, fueron detenidos sus hijos Manuel, Marcos y Marcelo. En esos momentos cruciales, encontrándose prófugo, redactó los documentos fundacionales de la Democracia Cristiana.
Cabe aclarar que para esta decisión los democristianos no solamente no recibieron ayuda alguna de la Iglesia sino que además la jerarquía, con excepción de los obispos y monseñores Miguel de Andrea y Gustavo Franceschi -a quienes se tenían por opositores al gobierno-, miraba con desconfianza y recelo porque la mayoría del clero estaba alineada con el peronismo. Ambos, en los años difíciles del Segundo Gobierno de Perón al igual que Ordóñez fueron presos políticos.
En diciembre de 1955 José Antonio Allende fue elegido primer presidente de la convención nacional del Partido Demócrata Cristiano.

## Contrapunto con ciertos pensadores católicos sin esperanza respecto de la política contemporánea
Por influencia de las enseñanzas del filósofo Jacques Maritain, en sus obras "Humanismo Integral" y "El campesino del Garona" (Ed. Desclée de Brouer, 1968), en el cual Maritain efectuó rectificaciones a resultas del post-concilio, y las enseñanzas de los papas León XIII, Pío XI, Pío XII, Pablo VI en su encíclica Populorum Progressio (1967), Juan Pablo II en su encíclica Sollicitudo rei socialis (1987) y en el "Compendio de la Doctrina Social de la Iglesia" (2004), y Benedicto XVI en su encíclica Caritas in veritate (2009); en la base del pensamiento democristiano es muy importante la distinción entre cristianismo y cristiandad porque no ven posible una vuelta atrás a la época feudal europea, la cristiandad tradicional, en que existía una unidad cristiana en los ámbitos sociocultural y político, con una cabeza visible que era el Papa que consagraba a los reyes. La Democracia Cristiana distingue el cristianismo, como religión, de la cristiandad como influjo del Evangelio en lo material, una visión del hombre llamada Humanismo Integral.
Los democratacristianos afirman que el cristianismo es uno y que las cristiandades son varias según cada época histórica. Y aunque no descartan que la Iglesia (o iglesias), y el Estado puedan colaborar entre sí, cada una en sus respectivos ámbitos, y que la Iglesia pueda influir en el Estado, plantean reformular por completo la efectiva vigencia y el incomparable poder de irradiación sobre el orden sociopolítico, de la Fe, y de la Vida Eclesial, en un con contexto temporal ‘pluralista’  totalmente adverso, signado por aquello que Benedicto XVI tantas veces denunció como 'Tiranía del Relativismo’ … En tal contexto, la imposición ‘manu militari’  de un  'Estado Confesional Católico’ resultaría rigurosamente descabellada y contraproducente.
Este punto de vista, que se encuentra en los documentos del Concilio Vaticano II (Gaudium et Spes, en particular) y su germen se puede encontrar en la Parábola del trigo y la cizaña y en la filosofía de la Divina providencia (no una doctrina solamente, pues está entre el 1.er. y el 3.er tomo de la Summa contra gentiles de Santo Tomás de Aquino y se fundamenta racionalmente, aunque con datos de la Sagrada Escritura con la que no es contradictoria), contrasta fuertemente con el pensamiento típicamente blanco o negro de algunos pensadores católicos que acusan a los democristianos de "modernistas" y que piensan que el florecimiento de la cristiandad fue solamente en el Medioevo  y que más tarde vino la apostasía, que comenzó en el terrible siglo XIV (Cisma de Occidente, peste negra, nominalismo triunfante en los claustros universitarios, etc.) luego por el protestantismo, Jacobinismo de la Revolución Francesa, la masonería, el marxismo y actualmente por el relativismo, el naturalismo, el inmanentismo y la pérdida del sentido de la existencia que caracterizan al llamado post-modernismo.
Es que muchos de estos pensadores católicos sin esperanza respecto de la política contemporánea que no son democráticos, al igual que otros que llegan hasta el extremo de afirmar que se puede ser católico y capitalista o católico y comunista, pregonan que la Doctrina Social de la Iglesia y las encíclicas sociales no son dogma porque los Papas no hablan en ellas "ex cathedra", pero este planteo se contradice con las mismas enseñanzas de la Iglesia católica que califica a este razonamiento como "teología del dispenso" contemporánea.
Desde la perspectiva de la Fe Católica de todos los tiempos no es lícito pensar y sostener que solamente el Magisterio “ex cathedra” es infalible. También el Magisterio ordinario universal goza de infalibilidad, como bien lo señala taxativamente la Lumen Gentium:

..." ... cuando los obispos aun dispersos por el mundo, pero manteniendo el vínculo de comunión entre sí y con el sucesor de Pedro, como maestros auténticos en materia de fe y costumbres convienen en exponer una enseñanza como definitiva, anuncian infaliblemente la doctrina de Cristo”.Lumen Gentium.

No resulta ser, por lo demás lo más importante, en lo que respecta al carácter doctrinal vinculante de las enseñanzas que integran este 'Magisterio Ordinario, la forma más o menos solemne de promulgación (que es precisamente aquello que muchos de estos 'teólogos del dispenso' parecieran pretender para toda afirmación infalible) sino que conste claramente en razón de su misma formulación clara, precisa, explícita e imperativa, la 'intención definitoria' de los Concilios y de los Papas. Lo decisivo para la Iglesia católica es únicamente que, el Papa y los obispos en comunión con Él, hagan patente y manifiesto su propósito de imponer a toda la Iglesia la aceptación de dicha doctrina de Fe y costumbres.
Esto no quiere decir que los Democristianos no vean la existencia de un devenir de doctrinas filosófico-políticas que se van apartando de la visión cristiana del mundo. Sin embargo, en contraposición con los católicos sin esperanza en la política contemporánea de partidos políticos, los demócrata-cristianos ponen foco en el hecho objetivo de que a pesar de todas las crisis y persecuciones que ha sufrido el cristianismo durante más de 2.000 años, este se ha profundizado cada vez más, como por ejemplo en la Doctrina social de la Iglesia, y como en el pasado después del surgimiento de una nueva herejía ha venido una definición doctrinal mediante un nuevo Concilio, después de la aparición de una nueva corriente de pensamiento no cristiana, llámese capitalismo, comunismo o nazismo, los pensadores cristianos han enriquecido el pensamiento filosófico-político cristiano hasta llegar a profundidades impensables en épocas anteriores.
Consecuentemente, la Democracia Cristiana no comparte las posturas fundadas en la idea de decadencia “a secas” en la historia a partir de la Edad Media, en que los ámbitos sociocultural y político supuestamente estuvieron impregnados de religiosidad verdadera, netamente favorables a la restauración plena de la cristiandad tradicional -algo utópico- o que concluyen en que la vida cristiana "auténtica" regresa nuevamente a las catacumbas, abandonando la lucha política. Quienes sostienen este punto de vista, en definitiva, no creen en la Democracia republicana como forma de gobierno.

## Autorización a universidades privadas para expedir títulos habilitantes
Durante la Revolución Libertadora, el político demócratacristiano Atilio Dell'Oro Maini, que participó como ministro de Educación de los  Presidentes de facto Eduardo Lonardi y Pedro Eugenio Aramburu. El 22 de diciembre de 1955 El Dr. Atilio Dell'Oro Maini promovió el decreto-ley 6403, que permitía autorizar a las universidades privadas a entregar títulos profesionales habilitantes, si bien el gobierno provisional optó por no reglamentar este aspecto de la ley, por lo que dicha autorización no se hizo efectiva.

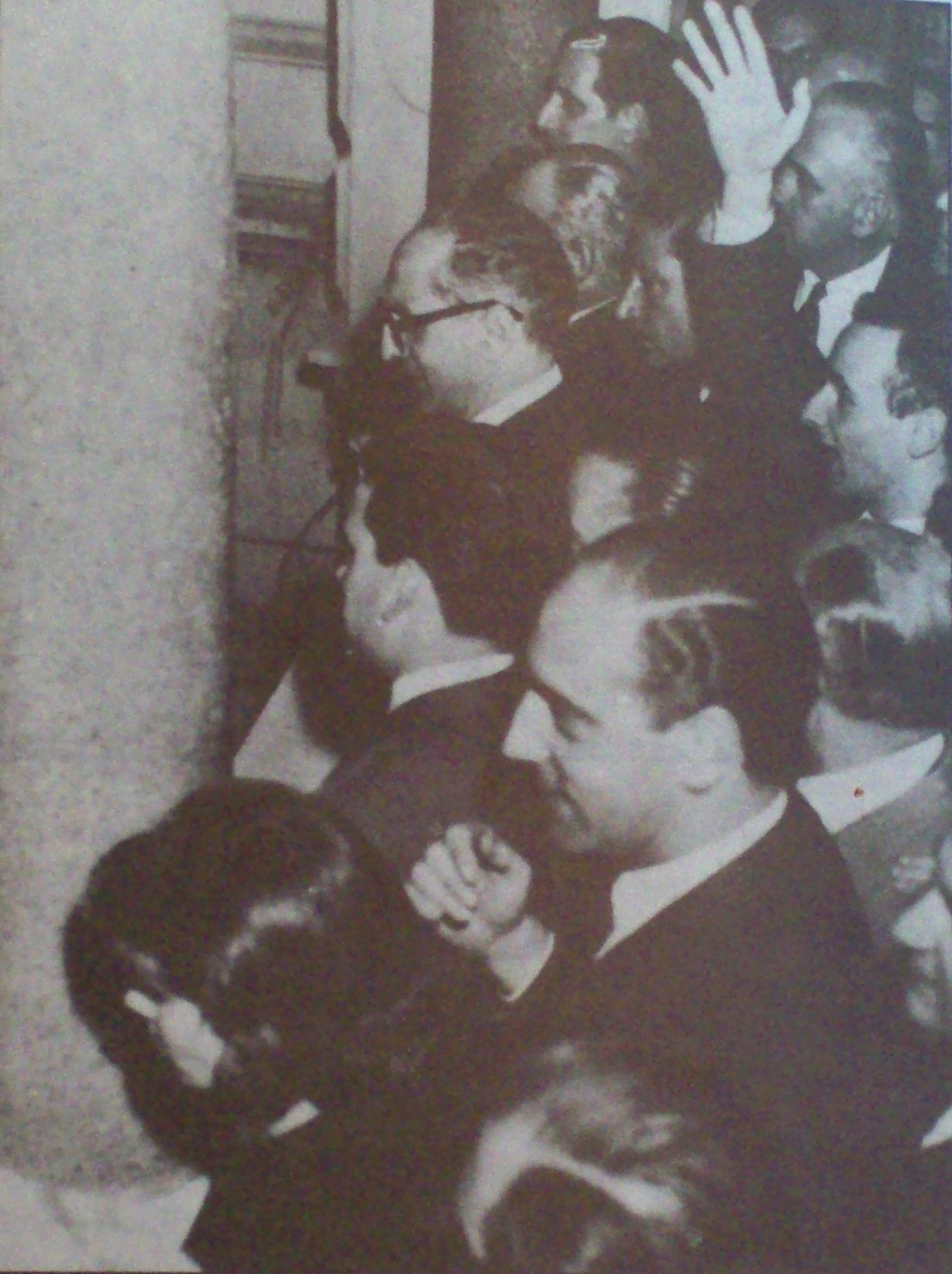
Frondizi (tercero desde el fondo, en primera línea) observa desde el balcón de la Casa Rosada una manifestación laicista en contra de la enseñanza libre (agosto de 1958).

Durante el gobierno del  Presidente constitucional Arturo Frondizi, en el año 1958, hubo un movimiento creado a partir de la sanción de dos normas sancionadas por el mismo: la ley que aprobó el Estatuto del Docente y el decreto que habilitó a las universidades privadas a emitir títulos profesionales. Fue sin dudas esta última la que motivó una gran protesta estudiantil conocida como "Laica o libre".
La abolición del monopolio estatal para expedir títulos habilitantes era una aspiración histórica principalmente de la Iglesia católica, institución que había fundado las primeras universidades del país, luego expropiadas. Un antecedente claro en este respecto es José Manuel Estrada.
El movimiento estudiantil organizado en la Federación Universitaria Argentina (FUA) se opuso de inmediato a la habilitación de las universidades privadas y organizó un plan de movilizaciones con apoyo de los sindicatos, los estudiantes secundarios y los partidos políticos de oposición, bajo el lema de "laica o libre", una de las movilizaciones más grandes de la historia del movimiento estudiantil argentino. Estos estudiantes defendían la bandera de la "enseñanza laica" (opuesta al proyecto de ley frondicista), mientras que el gobierno, los radicales frondicistas, demócratacristianos, los nacionalistas católicos, peronistas aliados y la jerarquía de la Iglesia católica, defendían la bandera de la "enseñanza libre".
El 28 de agosto de 1958, los siete rectores de las siete universidades nacionales (entre ellos José Peco, Josué Gollán, Oberdán Caletti y el hermano del presidente de la Nación, Risieri Frondizi) pidieron al Poder Ejecutivo Nacional la no concertación del decreto para universidades privadas, argumentando que era «para que no se viera alterada la vida institucional y académica del país». Casi simultáneamente comenzaron las manifestaciones y actos de protesta laicistas, que primero se hicieron dentro de las facultades, y después se trasladaron a las calles. Para los llamados "laicos", Frondizi era un instrumento de la Iglesia: llegaron a prender fuego una efigie del presidente Frondizi, cuya figura estaba representada vestida (según el historiador Félix Luna) con una grotesca sotana clerical.
Finalmente, el sector de radicales frondicistas, demócratacristianos, nacionalistas católicos y aliados liderado por el presidente Frondizi logró consagrar la autorización a las universidades privadas a entregar títulos profesionales habilitantes, lo que llevó a que se crearan nuevas universidades, como la Universidad Católica Argentina en 1959.

## El Congreso Pedagógico Nacional de 1984
En 1984, por la ley N° 23.114, el gobierno radical de Raúl Alfonsín convocó a un Congreso Pedagógico Nacional supuestamente para atender las deficiencias del sistema educativo pero con el fin de definir si la Educación Pública debía ser Estatal o no Estatal, de lo que dependería si los colegios privados seguirían recibiendo apoyo económico del Estado y si los padres de ingresos medios y bajos podrían elegir el tipo de educación para sus hijos en escuelas de gestión privada.
Cabe tener en cuenta que en la Argentina viene de lejos la antinomia educación (o enseñanza o escuela) pública—educación privada. Y durante aquel Congreso pedagógico se enfrentaron dos enfoque respecto de la misma. 
Raúl Alfonsín confió la organización del congreso a su equipo educativo, encabezado en 1984 por el ministro Carlos Alconada Aramburú, y el diputado Adolfo Stubrin, ambos con enfoques estatistas. 
El Enfoque Estatista era impulsado por radicales y comunistas; y el Enfoque no estatista, que finalmente fue el que triunfó, fue defendido por la Conferencia Episcopal Argentina, el  Partido Demócrata Cristiano, el Partido Justicialista, la Unión del Centro Democrático, el Movimiento de Integración y Desarrollo y una enorme movilización de padres de familia que tenían a sus hijos en colegios privados, en su mayoría colegios católicos. En aquella convocatoria llegaron a participar 400.000 personas. 
La asamblea nacional se realizó en Embalse de Río Tercero (Provincia de Córdoba), en marzo de 1988 y luego del triunfo del enfoque no estatista el gobierno de Alfonsín entró en crisis y a los pocos días una huelga docente dejó sin clases durante dos meses a millones de alumnos de escuelas estatales.